# 베라루빈 천문대
베라 루빈 천문대(스페인어: Observatorio Vera C. Rubin, 영어: Verra C. Rubin Observatory)은 이전에 대형 광시야 관측 망원경(Large Synoptic Survey Telescope, LSST)으로 알려졌던 칠레의 천문 관측소이다. 주된 임무는 매일 밤하늘 전체를 측량하여 일종의 우주 타임랩스 영화인 우주 및 시간 유산 측량을 만드는 것이다. 칠레 북부 코킴보주에 있는 2,682 미터 (8,799 ft) 높이의 산인 세로 파촌의 엘 페뇬 봉우리에 기존의 제미니 사우스 망원경, SOAR 망원경과 함께 위치해 있다. LSST 기지 시설은 도로를 통해 천문대에서 약 100 킬로미터 (62 mi) 떨어진 라세레나 시에 위치해 있다. 이 천문대는 은하 회전율에 대한 발견을 선구적으로 이끈 미국의 천문학자 베라 루빈의 이름을 따서 명명되었다.
베라 루빈 천문대는 미국 미국 국립과학재단(NSF)과 미국 에너지부 과학국(Office of Science)의 공동 이니셔티브이며, NSF NOIRLab과 SLAC 국립 가속기 연구소가 공동으로 운영한다.
루빈 천문대에는 8.4미터 주경을 가진 넓은 시야의 반사 망원경인 시모니 망원경이 있다. 이 망원경은 며칠 밤마다 사용 가능한 하늘 전체를 촬영할 수 있다. 망원경은 삼중 반사 아나스티그마트의 변형인 새로운 세 거울 설계를 사용하며, 이로 인해 컴팩트한 망원경이 매우 넓은 3.5도 시야각에 걸쳐 선명한 이미지를 제공할 수 있다. 이미지는 3.2 기가픽셀 전하결합소자(CCD) 카메라로 기록되며, 이는 지금까지 제작된 디지털 카메라 중 가장 큰 카메라이다.
LSST는 2001년에 제안되었고, 2007년에 거울 건설이 (개인 자금으로) 시작되었다. LSST는 2010년 천체물리학 10년 조사에서 최고 순위의 대형 지상 기반 프로젝트가 되었고, 2014년 8월 1일에 미국 국립과학재단(NSF)이 2014 회계연도 건설 예산 중 2,750만 달러를 승인하면서 프로젝트 건설이 공식적으로 시작되었다. 자금은 NSF, 미국 에너지부, 그리고 전담 국제 비영리 단체인 LSST 디스커버리 얼라이언스에서 모금한 개인 자금으로 충당된다. 운영은 미국천문학연구대학연맹(AURA)의 관리하에 있다. 총 건설 비용은 약 6억 8천만 달러로 예상되었다.
현장 건설은 2015년 4월 14일 초석을 놓는 의식과 함께 시작되었다. 엔지니어링 카메라를 사용한 최초의 천체 관측은 2024년 10월 24일에 이루어졌으며, 시스템 퍼스트 라이트 이미지는 2025년 6월 23일에 공개되었다. 코로나19 관련 일정 지연으로 인해 전체 관측 운영은 2025년 하반기에 시작될 예정이다. LSST 데이터는 2년 후에 완전히 공개될 예정이다.

## 명칭

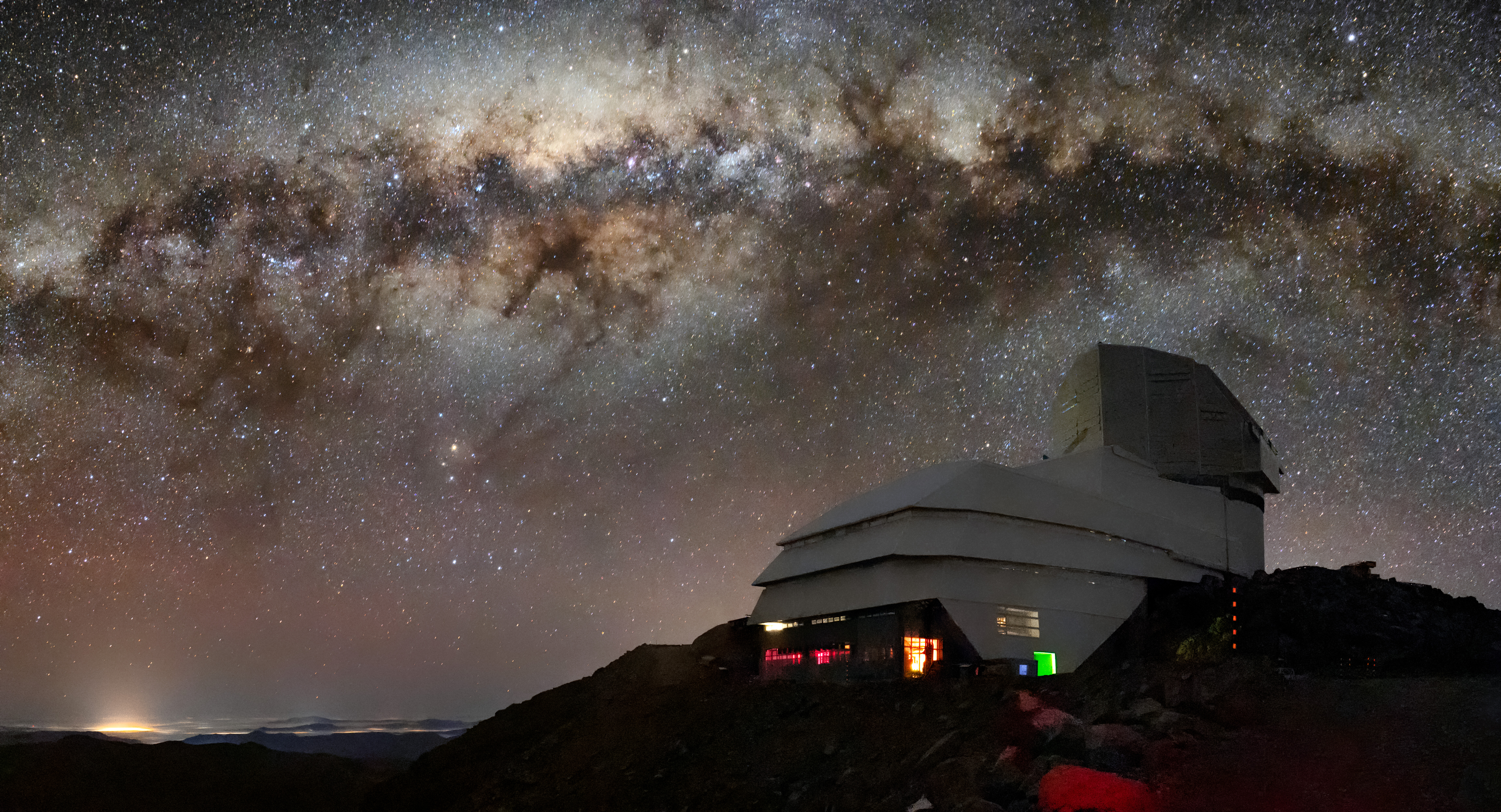
베라 루빈 천문대와 우리 은하

이 망원경은 원래 "대형 광시야 관측 망원경"(Large Synoptic Survey Telescope)이라는 이름이 붙었다. 여기서 'synoptic'이라는 단어는 그리스어 σύν(syn, '함께')과 ὄψις(opsis, '보기')에서 유래한 것으로, 대상을 한 번에 넓게 보는 관측을 의미한다.
2019년 6월, 미국 하원의원 에디 버니스 존슨과 제니퍼 곤살레스-콜론이 대형 광시야 관측 망원경(LSST)을 베라 루빈 천문대로 개명하는 것을 제안했다. 이 개명은 2019년 12월 20일 미국 법으로 제정되었고, 2020년 미국 천문학회 겨울 회의에서 발표되었다. 이 천문대는 베라 루빈의 이름을 따서 명명되었다. 이 이름은 루빈과 그녀의 동료들이 우주와 시간 속에서 수십억 개의 은하를 매핑하고 목록화함으로써 암흑물질의 본질을 탐구한 유산을 기리는 것이다.
망원경 자체는 개인 기부자인 찰스 시모니와 리사 시모니의 이름을 따서 시모니 측량 망원경으로 명명되었다.

## 역사

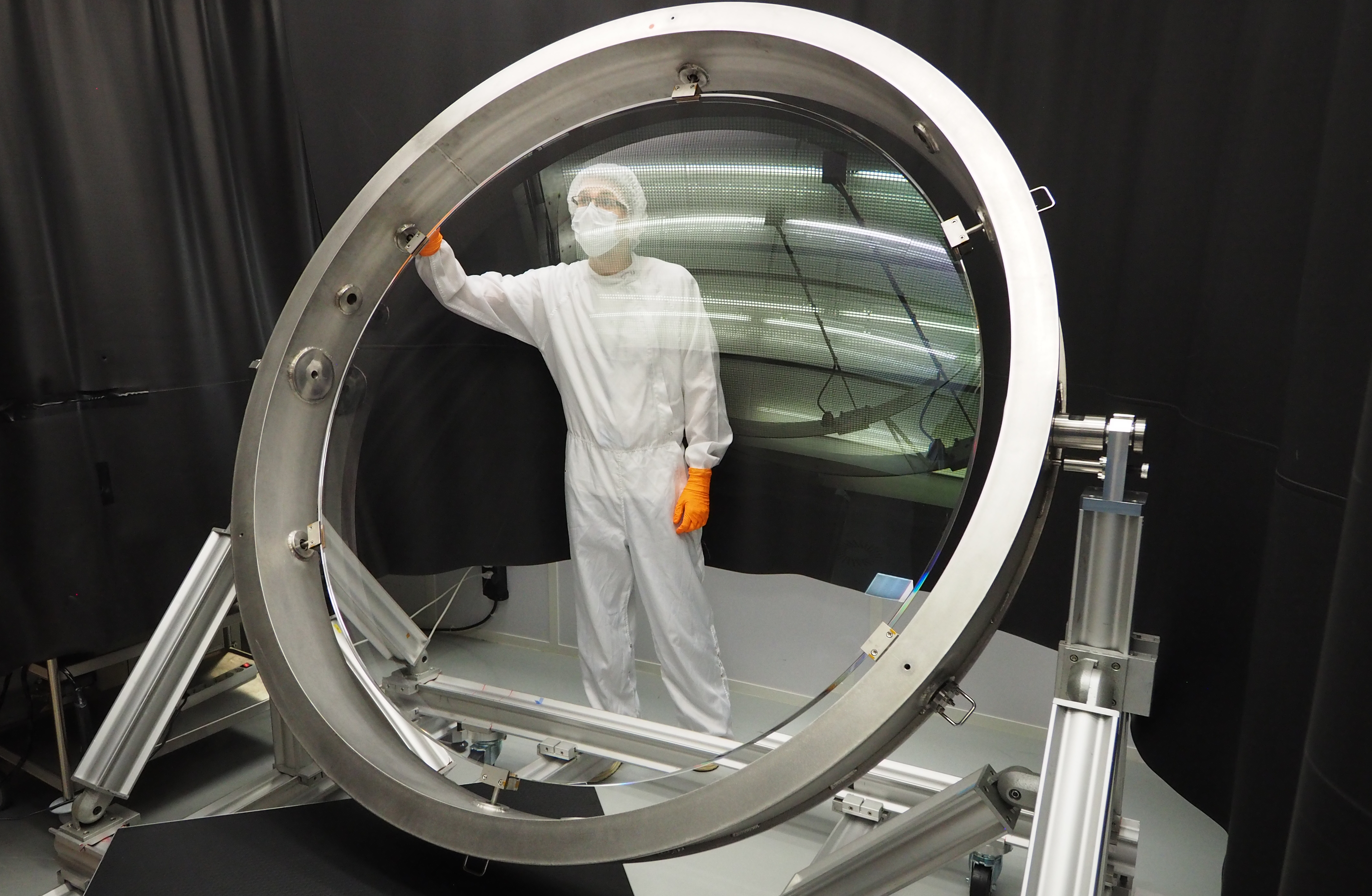
LSST 카메라의 L1 렌즈, 2018

LSST는 전천탐사의 전통을 잇는다. 이들은 18세기에 메시에 목록과 같이 시각적으로 편집된 목록으로 시작되었다. 이는 1885년 하버드 플레이트 컬렉션, 내셔널 지오그래픽 협회–팔로마 천문대 하늘 측량, 그리고 다른 것들로 시작된 사진 측량으로 대체되었다. 약 2000년경에는 슬론 디지털 전천탐사(SDSS)와 같은 최초의 디지털 측량이 이전 측량의 사진 건판을 대체하기 시작했다.
LSST는 1996년부터 언급되었던 다크 매터 망원경의 초기 개념에서 발전했다. 다섯 번째 10년 보고서인 '새로운 천년의 천문학 및 천체물리학'은 2001년에 발표되었고, "대형 광시야 관측 망원경"을 주요 이니셔티브로 권고했다. 이 초기 단계에서도 기본적인 설계와 목표가 설정되었다.

대형 광시야 관측 망원경(LSST)은 매주 가시 하늘을 기존 측량보다 훨씬 어두운 수준까지 측량하도록 설계된 6.5미터급 광학 망원경이다. 이 망원경은 300미터보다 큰 근지구 천체의 90%를 목록화하고 지구 생명체에 대한 위협을 평가할 것이다. 또한 태양계 형성의 화석 기록을 담고 있는 카이퍼대에서 약 10,000개의 원시 천체를 발견할 것이다. 또한 가까이 있는 것과 높은 적색편이에 있는 수천 개의 초신성을 관측하고, 중력 렌즈를 통해 암흑물질의 분포를 측정함으로써 우주 구조 연구에 기여할 것이다. 모든 데이터는 국립 가상 천문대를 통해 천문학자와 대중이 변화하는 밤하늘의 매우 깊은 이미지를 접근할 수 있도록 할 것이다.

초기 개발은 여러 소액 보조금으로 자금을 지원받았으며, 2008년 1월에는 소프트웨어 억만장자 찰스 시모니와 리사 시모니, 그리고 빌 게이츠로부터 각각 2천만 달러와 1천만 달러의 주요 기여가 있었다. 2013 회계연도 미국 대통령의 NSF 예산 요청에는 750만 달러가 포함되었다. 미국 에너지부는 SLAC 국립 가속기 연구소를 통해 암흑 에너지를 이해하기 위한 임무의 일환으로 디지털 카메라 구성 요소의 건설에 자금을 지원하고 있다.
2010년 10년 조사에서 LSST는 지상 기반 장비 중 가장 높은 우선순위를 받았다.
나머지 건설에 대한 NSF 자금은 2014년 8월 1일부터 승인되었다. 주요 기관은 다음과 같다.
- LSST 카메라를 설계하고 건설하는 SLAC 국립 가속기 연구소
- 망원경 및 현장 팀을 제공하는 국립 광학 천문대
- 아카이브 및 데이터 접근 센터를 구축하고 테스트하는 국립 슈퍼컴퓨팅 응용 센터
- LSST 건설을 감독하는 미국천문학연구대학연맹

2018년 5월, 미국 의회는 망원경이 요청했던 것보다 훨씬 많은 자금을 예상치 못하게 할당했는데, 이는 건설 및 운영 속도를 높이기 위함이었다. 망원경 관리팀은 감사했지만, 건설의 후반 단계에서는 현금 제한이 아니었으므로 이것이 도움이 될지 확신하지 못했다.
2022년 5월년 기준 기준으로, 프로젝트의 핵심 경로는 카메라 설치, 통합 및 테스트였다.
전체 망원경과 카메라 조합의 퍼스트 라이트 이미지는 2025년 6월 23일에 공개되었다. 첫 번째 티저 이미지는 삼렬 성운과 석호 성운의 합성 이미지와 처녀자리 은하단에 있는 수많은 은하의 넓은 시야에서 추출된 부분이었다. 처녀자리 은하단의 이미지는 5월 초 4일 밤에 촬영되었다. 완전한 장비로 해상된 첫 번째 광자는 4월 15일에 감지되었으며, 장비가 점으로 초점을 맞추기 전에 고리 형태로 나타났다. 주요 발표는 UTC 15시에 유튜브로 스트리밍될 예정이었다. 28개국에서 온 사람들이 장비 시운전에 참여했기 때문에 발표를 위한 워치 파티가 6개 대륙에서 열렸다.

## 개요
시모니 측량 망원경 설계는 넓은 시야(직경 3.5도, 또는 9.6제곱도)를 가진 대형 망원경(8미터급 주경) 중에서도 독특하다. 비교하자면, 지구에서 보이는 태양과 달은 모두 0.5도 또는 0.2제곱도이다. 큰 구경(따라서 빛 수집 능력)과 결합하여, 이것은 319 m2⋅degree2의 놀랍도록 큰 에텐듀를 제공할 것이다. 이는 가장 넓은 시야를 가진 기존 망원경인 스바루 망원경과 하이퍼 스플리메 카메라 및 판스타스의 에텐듀보다 3배 이상 크고, 대부분의 대형 망원경보다 10배 이상 좋다.

### 광학

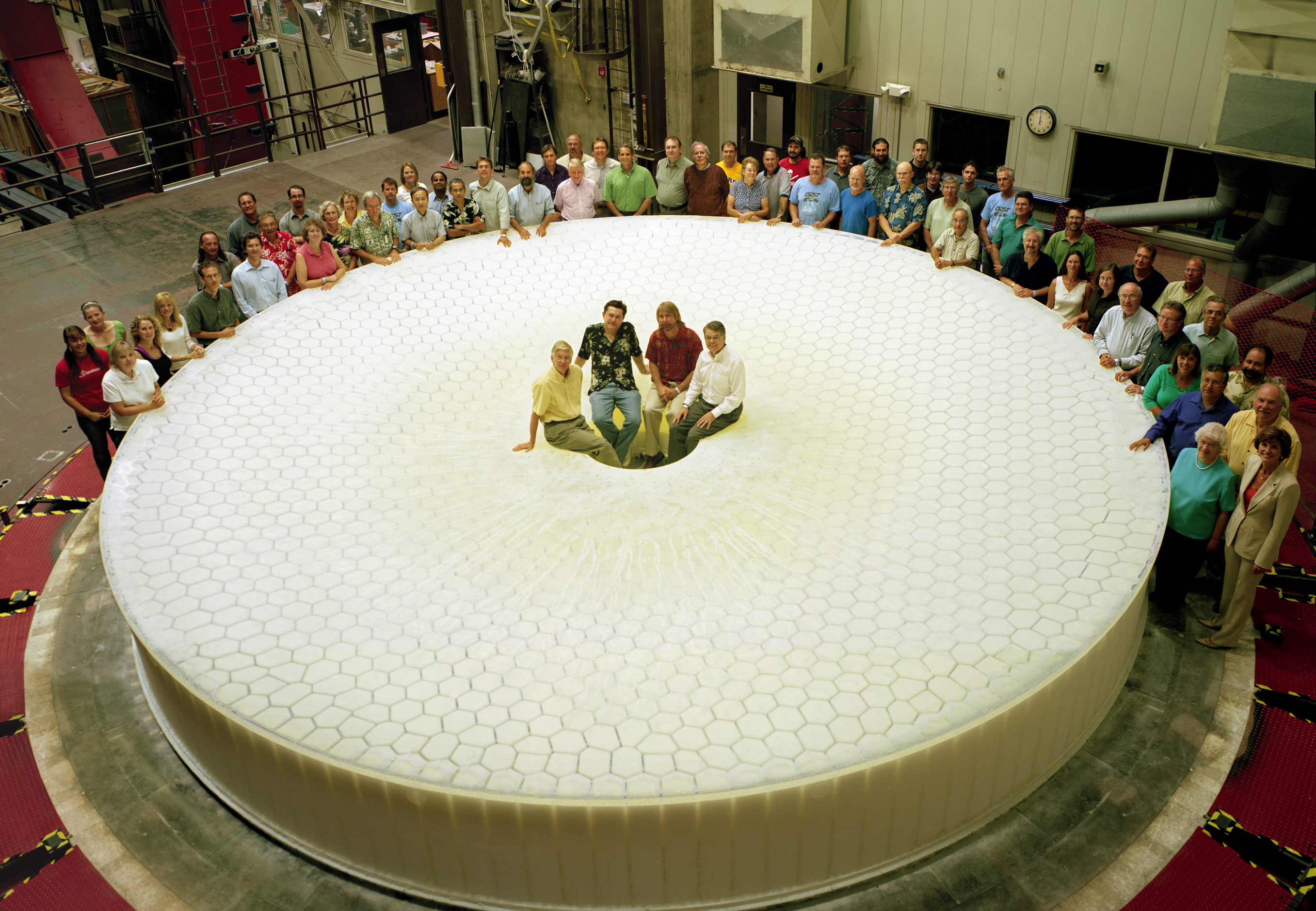
LSST 주/삼차경이 성공적으로 주조됨, 2008년 8월

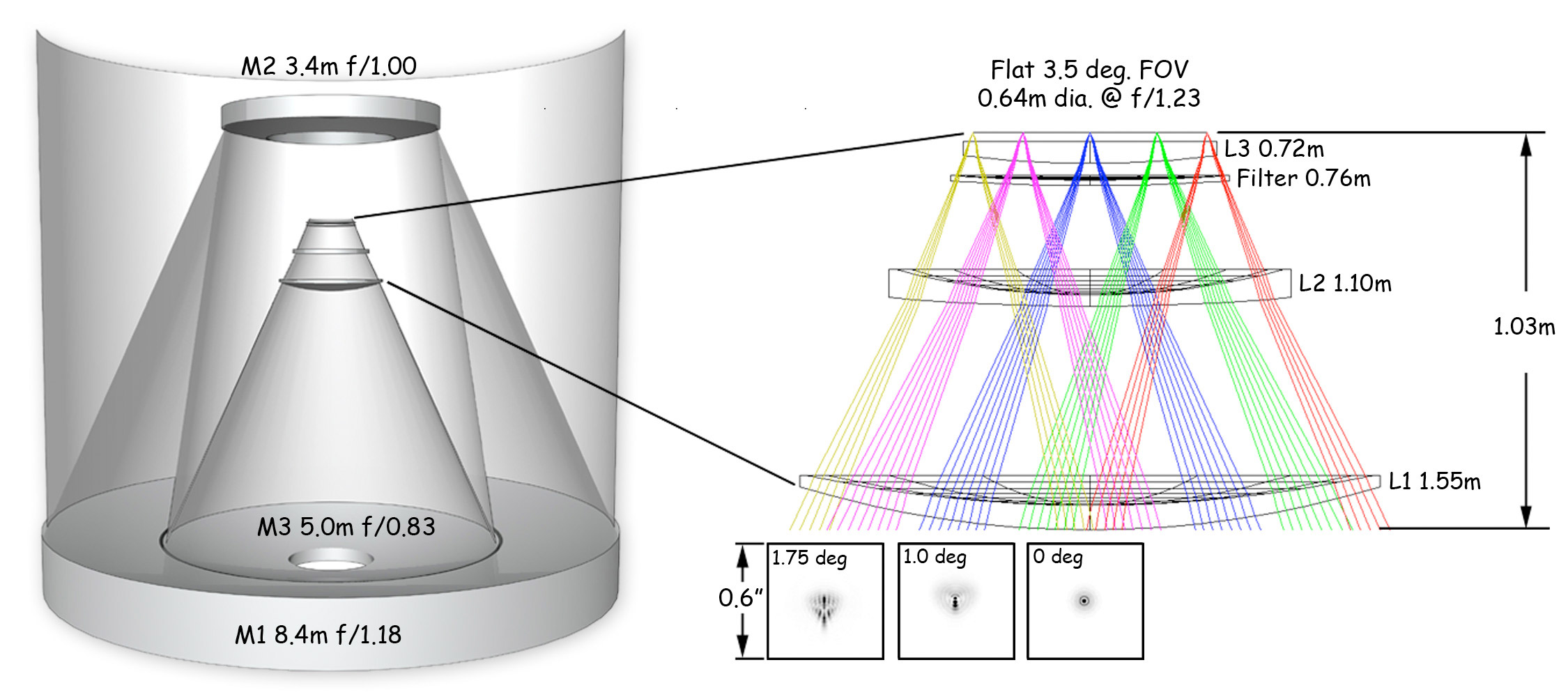
LSST 망원경의 광학 장치

가장 초기의 반사 망원경은 구면수차를 겪는 구형 거울을 사용했는데, 이는 제작 및 테스트는 쉬웠지만 구면수차를 허용 가능한 수준으로 줄이려면 긴 초점 거리가 필요했다. 주경을 포물선형으로 만들면 축상 구면수차는 제거되지만, 시야는 혜성형 수차로 인해 제한되었다. 주 또는 카세그레인 초점을 가진 이러한 포물선형 주경은 1949년 헤일 망원경까지 가장 일반적인 광학 설계였다. 그 후, 망원경은 주로 리치-크레티앙 설계를 사용했으며, 두 개의 쌍곡선 거울을 사용하여 구면수차와 혜성형 수차를 모두 제거하여 비점수차와 고차 수차에 의해서만 제한되는 더 넓은 유효 시야를 제공했다. 헤일 망원경 이후 대부분의 대형 망원경은 이 설계를 사용한다. 예를 들어 허블 망원경과 켁 망원경은 리치-크레티앙 망원경이다. LSST는 세 개의 비구면 거울을 사용하여 비점수차를 상쇄하기 위해 삼중 반사 아나스티그마트를 사용할 것이다. 그 결과 넓은 시야에서 선명한 이미지를 얻을 수 있지만, 큰 삼차경이 광경로의 일부를 가리기 때문에 일부 빛 수집 능력이 희생된다.
망원경의 주경(M1)은 직경 8.4 미터 (28 ft), 보조경(M2)은 직경 3.4 미터 (11.2 ft), 그리고 고리 모양의 주경 내부에 있는 삼차경(M3)은 직경 5.0 미터 (16 ft)이다. 보조경은 2028년경에 유럽 초대형 망원경의 4.2미터 보조경에 의해 능가될 때까지 현재 작동 중인 망원경 중 가장 큰 볼록 거울이 될 것으로 예상된다. 두 번째와 세 번째 거울은 주경의 집광 면적을 35 제곱미터 (376.7 ft2)로 줄여 6.68-미터-diameter (21.9 ft) 망원경과 동일하게 만든다. 이를 시야에 곱하면 336 m2⋅degree2의 에텐듀가 생성된다. 실제 수치는 비네팅에 의해 감소한다.
주경과 삼차경(M1 및 M3)은 "M1M3 모놀리스"라는 단일 유리 조각으로 설계되었다. 두 거울을 같은 위치에 배치하면 망원경의 전체 길이를 최소화하여 빠르게 방향을 바꿀 수 있다. 같은 유리 조각으로 만들면 두 개의 개별 거울보다 더 견고한 구조가 되어 움직인 후에도 빠르게 안정화되는 데 기여한다.
광학계는 수차를 줄이기 위한 세 개의 보정 렌즈를 포함한다. 이 렌즈와 망원경의 필터는 카메라 어셈블리에 내장되어 있다. 직경 1.55미터의 첫 번째 렌즈는 지금까지 제작된 렌즈 중 가장 크며, 세 번째 렌즈는 초점면 앞에 진공 창을 형성한다.
많은 망원경과 달리, 루빈 천문대는 대기의 분산을 보정하려는 시도를 하지 않는다. 이러한 보정은 광학 경로의 추가 요소를 재조정해야 하므로 포인팅 간 5초 내에 달성하기 매우 어려울 뿐만 아니라, 극도로 짧은 초점 거리로 인해 기술적으로도 어려움이 따른다. 결과적으로 천정에서 멀어질수록 파장이 짧은 대역에서는 이미지 품질이 다소 저하될 것이다.

#### 파면 감지
시모니 망원경은 카메라 모서리에 있는 파면 센서를 사용하여 거울의 형상을 정확하게 유지하고 초점을 맞추는 능동 광학 시스템을 사용한다. 시야가 너무 넓어 대기 시상을 보정하기 위한 적응 광학을 사용할 수 없다. 이 과정은 세 단계로 진행된다.
1. 레이저 트래커 측정은 구성 요소가 중앙에 있고 의도된 위치에 가까운지 확인하는 데 사용된다.
2. 내재된 거울 수차, 고도 및 온도에 따른 구성 요소 처짐, 필터 선택을 보정하기 위해 개방 루프 보정이 적용된다.
3. 정상 작동 중에 시야 모서리에 있는 센서에 의해 초점 및 형상 측정이 이루어지며, 이는 광학을 보정하는 데 사용된다.

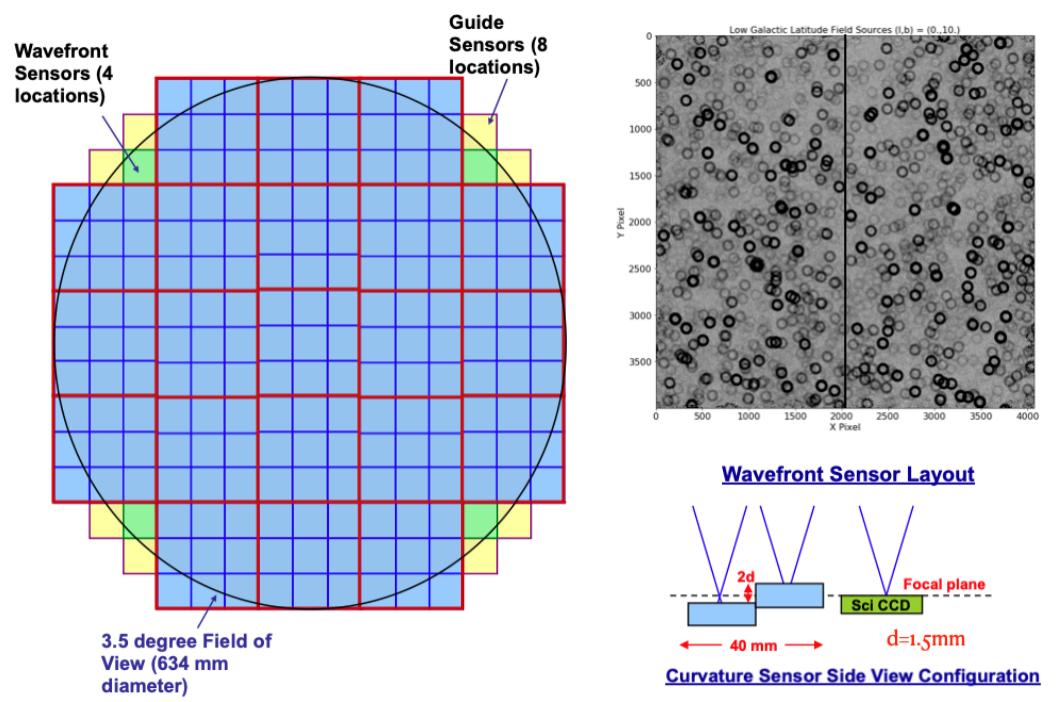
베라 루빈 망원경의 능동 광학 센서 다이어그램

거울 조립체의 정확한 모양과 초점은 의도적으로 초점이 흐려진 CCD 네 세트(초점면 앞뒤에 하나씩, 오른쪽 그림 참조)의 이미지를 비교하여 추정하고 보정한다. 이러한 보정을 찾는 방법이 개발되었다. 한 가지 방법은 분석적으로 진행하여 현재 거울 모양에 대한 제르니케 다항식 설명을 추정하고, 이를 통해 형상과 초점을 복원하기 위한 일련의 보정을 계산한다.

### 카메라

LSST 카메라 센서

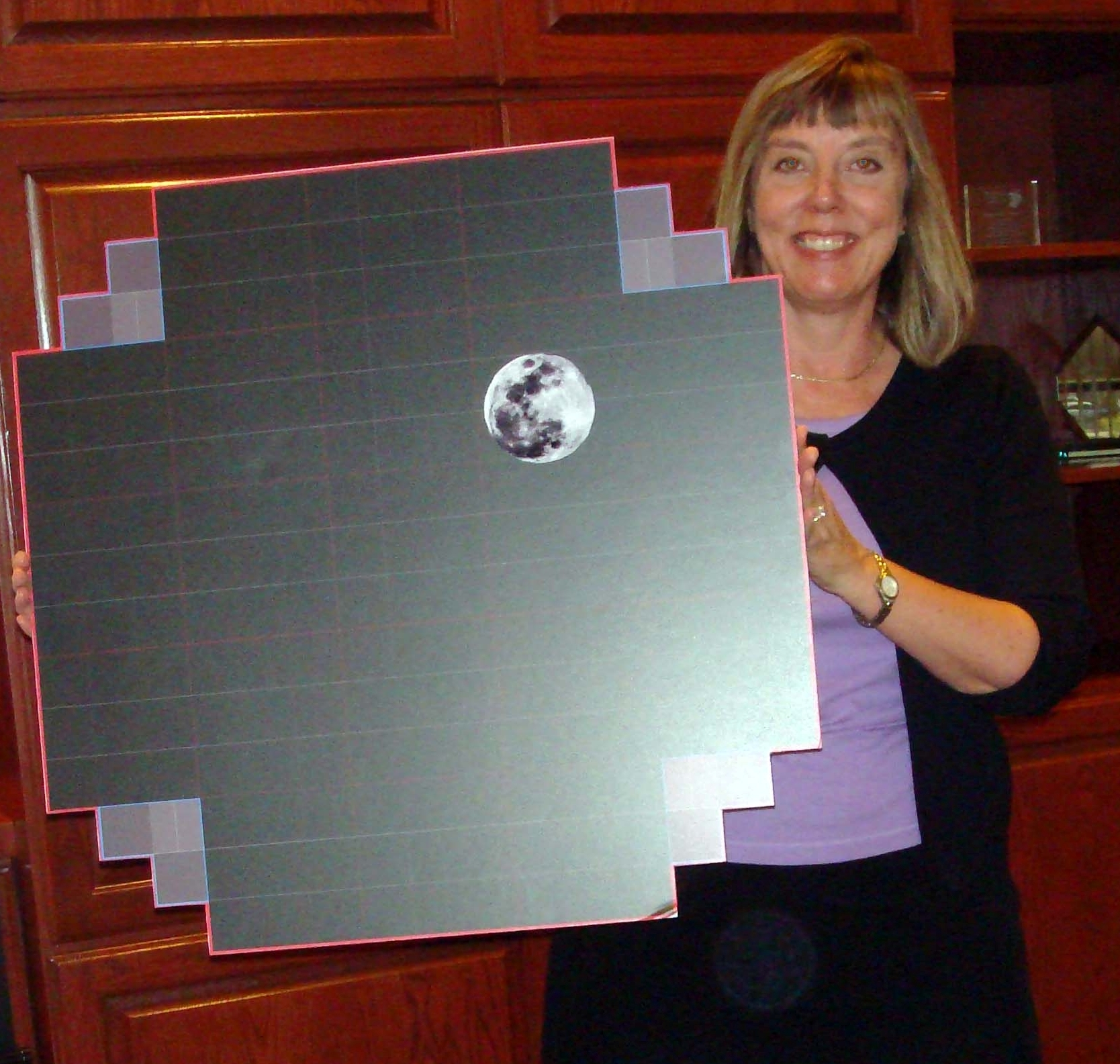
LSST 초점면 배열의 실물 크기 모델. 배열의 직경은 64cm이며, 이미지당 3.2 기가픽셀을 제공한다. 달의 이미지(30 아크분)는 시야의 스케일을 보여주기 위해 있다. 이 모델은 루빈 천문대 홍보 책임자인 수잔 재코비가 들고 있다.

3.2 기가픽셀의 주 초점 디지털 카메라는 20초마다 15초 노출로 촬영할 것이다. 이처럼 큰 망원경을 5초 이내에 재정렬(안정화 시간 포함)하려면 예외적으로 짧고 견고한 구조가 필요하다. 이는 결과적으로 작은 F 값을 의미하며, 카메라의 정밀한 초점 조절을 필요로 한다.
15초 노출은 희미하고 움직이는 광원을 모두 포착할 수 있도록 하는 절충안이다. 더 긴 노출은 카메라 판독 및 망원경 재배치의 오버헤드를 줄여 더 깊은 이미징을 허용하지만, 그러면 근지구 천체와 같은 빠르게 움직이는 물체가 노출 중에 크게 이동할 것이다. CCD에 우주선이 충돌하는 것을 효율적으로 방지하기 위해 하늘의 각 지점은 두 번 연속으로 15초 노출로 촬영된다.
카메라 초점면은 평평하며 직경 64cm이다. 주요 이미징은 189개의 CCD 탐지기로 구성된 모자이크로 수행되며, 각 탐지기는 16 메가픽셀을 갖는다. 이들은 5×5 격자의 "래프트"로 그룹화되며, 중앙 21개의 래프트는 3×3 이미징 센서를 포함하고, 네 개의 모서리 래프트는 안내 및 초점 제어를 위해 각각 세 개의 CCD만 포함한다. CCD는 0.2 아크초보다 좋은 샘플링을 제공하며, 노이즈 감소를 돕기 위해 약 −100 °C (173 K)로 냉각될 것이다.

카메라는 두 번째 렌즈와 세 번째 렌즈 사이에 위치한 필터와 자동 필터 교체 메커니즘을 포함한다. 카메라는 330–1080 nm 대역을 커버하는 6개의 필터(ugrizy)를 가지고 있지만, 보조경과 삼차경 사이의 카메라 위치는 필터 교체기의 크기를 제한한다. 한 번에 5개의 필터를 장착할 수 있으므로, 매일 6개 중 하나를 다음 밤 동안 제외하도록 선택해야 한다.

### 이미지 데이터 처리

2020년 9월 LSST로 촬영한 플라마리옹 판화 스캔

유지보수, 악천후 및 기타 비상사태를 고려할 때, 카메라는 연간 20만장(압축되지 않은 1.28 페타바이트) 이상의 사진을 촬영할 것으로 예상되며, 이는 인간이 검토할 수 있는 양을 훨씬 초과한다. 망원경의 엄청난 출력을 관리하고 효과적으로 분석하는 것은 프로젝트에서 가장 기술적으로 어려운 부분이 될 것으로 예상된다. 2010년에는 초기 컴퓨터 요구사항이 100 테라플롭스의 컴퓨팅 성능과 15 페타바이트의 저장 공간으로 추정되었으며, 프로젝트가 데이터를 수집함에 따라 증가하고 있다. 2018년에는 추정치가 250 테라플롭스와 100 페타바이트의 저장 공간으로 증가했다.
이미지가 촬영되면 즉시(60초 이내), 매일, 그리고 매년의 세 가지 다른 시간 척도에 따라 처리된다.
즉시 제품은 관측 후 60초 이내에 발행되는 알림으로, 해당 하늘 위치의 보관된 이미지에 비해 밝기나 위치가 변경된 개체에 대한 정보이다. 60초 이내에 이러한 대규모 이미지를 전송, 처리 및 차등 처리하는 것(이전 방법은 더 작은 이미지에서 몇 시간이 걸렸다)은 그 자체로 중요한 소프트웨어 공학 문제이다. 이 처리 단계는 기밀 정부 시설에서 수행될 예정이므로, 비밀 자산을 드러낼 수 있는 사건은 편집될 수 있다.
매일 밤 약 1천만 개의 알림이 생성될 것이다. 각 알림에는 다음이 포함된다.:22
- 알림 및 데이터베이스 ID: 이 알림을 고유하게 식별하는 ID
- 감지된 광원의 측광, 천문학적 및 형태 특성
- 30x30 픽셀(평균) 크기의 템플릿 및 차이 이미지 (FITS 형식)
- 이 광원의 모든 이전 감지 기록(최대 1년)
- 시계열에서 계산된 다양한 요약 통계("특징")

알림과 관련된 소유 기간은 없다. 목표는 주어진 이벤트에 대해 LSST가 아는 거의 모든 것을 신속하게 전송하여 후속 분류 및 의사 결정을 가능하게 하는 것이므로 즉시 대중에게 공개된다. LSST는 망원경이 작동할 때 초당 수백 건의 전례 없는 속도로 알림을 생성할 것이다. 대부분의 관측자들은 이러한 이벤트 중 극히 일부에만 관심이 있을 것이므로, 알림은 관심 있는 당사자에게 하위 집합을 전달하는 "이벤트 브로커"로 전달될 것이다. LSST는 간단한 브로커를 제공하고, 외부 이벤트 브로커에게 전체 알림 스트림을 제공할 것이다. 즈비키 과도 시설은 LSST 시스템의 시제품 역할을 하여 밤마다 백만 건의 알림을 생성할 것이다.
관측 후 24시간 이내에 공개되는 일일 제품은 그날 밤의 이미지와 차이 이미지에서 파생된 소스 카탈로그로 구성된다. 여기에는 태양계 천체의 궤도 매개변수가 포함된다. 이미지는 두 가지 형태로 제공될 것이다: 카메라에서 직접 가져온 Raw Snaps 또는 처리되어 기기 서명 제거(ISR), 배경 추정, 소스 감지, 혼합 해제 및 측정, 점 확산 함수 추정, 천문학적 및 측광 보정을 포함하는 Single Visit Images.
연간 공개 데이터 제품은 매년 한 번씩, 현재까지의 전체 과학 데이터 세트를 재처리하여 제공될 것이다. 여기에는 다음이 포함된다.
- 보정된 이미지
- 위치, 플럭스 및 형태 측정
- 가변성 정보
- 광도 곡선의 간결한 설명
- 차등 이미징 기반의 즉시 데이터 제품의 균일한 재처리
- 약 6백만 개의 태양계 천체 목록(궤도 포함)
- 약 370억 개의 하늘 천체(200억 개의 은하와 170억 개의 별) 목록, 각각 200개 이상의 속성 포함.[59]

연간 공개는 부분적으로 국립 슈퍼컴퓨팅 응용 센터에서, 부분적으로 프랑스의 IN2P3에서 계산될 것이다.
LSST는 사용자 생성 데이터 제품을 위해 컴퓨팅 성능 및 디스크 공간의 10%를 확보하고 있다. 이들은 응용 프로그래밍 인터페이스(API)를 사용하여 데이터에 접근하고 결과를 저장함으로써 전문적인 목적을 위해 LSST 데이터 세트에서 사용자 정의 알고리즘을 실행하여 생성될 것이다. 이는 사용자가 LSST 저장 및 계산 용량을 직접 사용하도록 허용함으로써 방대한 양의 데이터를 다운로드한 다음 업로드할 필요를 없애준다. 또한 학술 그룹이 LSST 전체와는 다른 공개 정책을 가질 수 있도록 한다.
LSST 이미지 데이터 처리 소프트웨어의 초기 버전은 LSST와 유사한 민감도를 가진 광시야 측량 장비인 스바루 망원경의 하이퍼 스플리메 카메라 장비에서 사용되고 있지만, 시야는 LSST의 9.6제곱도에 비해 1.8제곱도로 5분의 1에 불과하다. 움직이는 물체를 감지하기 위해 루빈 천문대를 위해 특별히 HelioLinc3D라는 새로운 소프트웨어가 개발되었다.

## 과학적 목표

몇몇 광학망원경의 주경 비교 – 중앙에 매우 큰 구멍이 있는 LSST가 그림의 거의 중앙에 위치한다.

LSST는 주 측량에서 6개의 필터를 사용하여 남쪽 하늘의 약 18,000 deg2를 커버하며, 각 지점당 약 825회 방문한다. 5시그마(SNR 5 이상) 등급 한계는 단일 이미지에서 r < 24.5, 전체 스택된 데이터에서 r < 27.8로 예상된다.
주 측량은 관측 시간의 약 90%를 사용할 것이다. 나머지 10%는 특정 목표 및 지역에 대한 개선된 커버리지를 얻는 데 사용될 것이다. 여기에는 매우 깊은(r ~ 26) 관측, 매우 짧은 재방문 시간(약 1분), 황도, 은하면, 대형 및 소형 마젤란 은하, 그리고 COSMOS, 찬드라 딥 필드 사우스, 그리고 곧 있을 DSA-2000 전파 측량과 같은 다중 파장 측량으로 상세히 다루어진 "특별" 지역 관측이 포함된다. 이러한 특별 프로그램들을 합치면 총 면적은 약 25,000 deg2로 증가할 것이다.
LSST의 특정 과학적 목표는 다음과 같다.
- 약한 중력렌즈 효과, 중입자 음향 진동, 그리고 Ia형 초신성의 측광을 적색편이의 함수로 측정하여 암흑 에너지와 암흑물질을 연구한다.[50]
- 태양계의 작은 천체, 특히 근지구 소행성과 카이퍼대 천체를 매핑한다. LSST는 목록화된 천체의 수를 10–100배 증가시킬 것으로 예상된다.[74] 또한 가설적인 제9행성의 탐색에도 도움이 될 것이다.[75][76][77]
- 신성, 초신성, 감마선 폭발, 퀘이사 변동성, 그리고 중력렌즈를 포함한 과도 천문 현상을 감지하고, 후속 관측을 용이하게 하기 위해 신속한 이벤트 알림을 제공한다.
- 우리 은하를 매핑한다.

넓은 시야와 민감도 때문에 LSST는 LIGO 및 기타 관측소에서 감지된 중력파 사건의 광학적 대응물을 감지하는 데 가장 좋은 전망 중 하나가 될 것으로 예상된다.
또한 생성되는 방대한 양의 데이터가 추가적인 우발적인 발견으로 이어지기를 희망한다.
NASA는 미국 의회로부터 140미터 이상의 근지구 궤도 천체 중 90%를 감지하고 목록화하는 임무를 부여받았다. LSST 자체는 이러한 천체의 62%를 감지할 수 있을 것으로 추정되며, 미국국립과학원에 따르면, 측량 기간을 10년에서 12년으로 연장하는 것이 이 작업을 완료하는 가장 비용 효율적인 방법이라고 한다.
루빈 천문대는 교육 및 대중 홍보(EPO) 프로그램을 운영하고 있다. 루빈 천문대 EPO는 일반 대중, 정식 교육자, 시민 과학 연구 책임자, 비공식 과학 교육 시설의 콘텐츠 개발자 등 네 가지 주요 사용자 범주에 서비스를 제공할 것이다. 루빈 천문대는 여러 시민 과학 프로젝트를 위해 주니버스와 협력할 것이다.

## 다른 전천탐사와의 비교

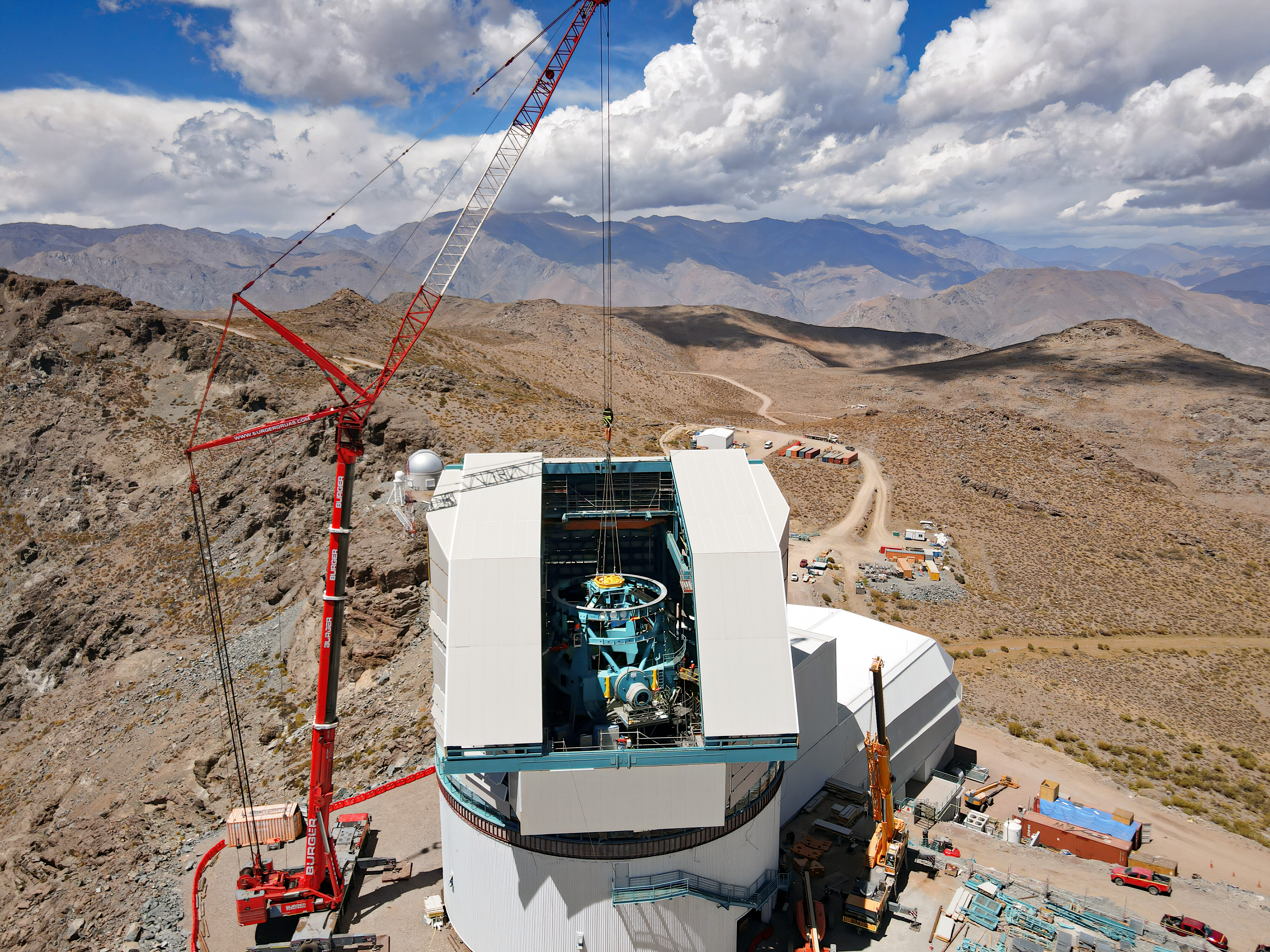
500톤 크레인으로 하단 조립품 내리기 (2021년 3월)

수많은 다른 광학 전천탐사가 있었으며, 일부는 아직 진행 중이다. 비교를 위해 현재 주로 사용되는 주요 광학 측량과 차이점을 아래에 명시한다.
- 하버드 플레이트 스택 시스템은 1880년대부터 체계적으로 밤하늘을 촬영했다. 이는 하버드 대학교 천문대가 북미뿐만 아니라 아레키파, 페루, 블룸폰테인, 남아프리카에 설립한 천문대에서 이루어졌다. 이것은 헨리 드레이퍼 목록과 1917년의 "하버드 하늘 지도"를 만드는 데 사용되었는데, 이 지도는 74개의 사진 건판을 통해 가시 우주의 첫 이미지를 출판했다. 이 건판들은 1980년대까지 만들어졌으므로 한 세기 동안의 관측을 통해 밤하늘의 모든 영역을 적어도 500~1,000개의 건판으로 포착한다.[85] 이 건판들은 선구적인 여성 천문학자들인 하버드 계산수에 의해 연구되었다. 이들은 LSST를 예상하여 DASCH 프로젝트에서 디지털화되었으며, 최근 1.2 페타바이트 데이터베이스인 StarGlass를 통해 API로 제공되었다.[86]
- 내셔널 지오그래픽 협회–팔로마 천문대 하늘 측량 및 그 디지털 버전인 디지털 스카이 서베이와 같은 사진 전천탐사. 이 기술은 구식이며, 훨씬 낮은 깊이를 가지며, 일반적으로 탁월하지 못한 시야를 가진 위치에서 촬영되었다. 이 아카이브는 일부 경우 100년 이상이라는 상당히 긴 시간 간격을 포괄하고 전체 하늘을 커버하기 때문에 여전히 사용된다. 건판 스캔은 하늘의 90% 이상에서 R~18 및 B~19.5의 한계에 도달했으며, 하늘의 50% 이상에서는 약 1등급 더 희미하게 도달했다.[87]
- 광학 중력 렌즈 실험(OGLE) (1992년-현재)은 칠레 라스 캄파나스 천문대에 위치한 1.3미터 바르샤바 망원경으로 은하 핵, 은하 원반, 마젤란 은하(총 약 4100 제곱도 면적)의 변광성 측량이다. 관측의 대부분인 약 95%는 I-밴드로 이루어지며, 나머지 5%는 V-밴드로 이루어지며, 밝기 한계는 각각 21.5등급과 22.5등급이다. 2024년 말까지 이 측량은 20억 개 이상의 별에 대해 120만 건의 노출(약 500 TB의 시계열 데이터)을 수집했다.[88]
- 슬론 디지털 전천탐사(SDSS) (2000–2009)는 2.5미터 망원경으로 북반구 하늘의 14,555제곱도를 측량했다. 스펙트럼 측량으로 현재까지 계속되고 있다. 그 한계 측광 등급은 필터에 따라 20.5에서 22.2까지 다양했다.[89]
- 판스타스 (2010년–현재)는 하와이주 할리아칼라 천문대에 위치한 두 대의 넓은 시야 1.8미터 리치-크레티앙 망원경을 사용하는 현재 진행 중인 전천탐사이다. LSST가 작동하기 전까지는 근지구 천체를 탐지하는 데 가장 좋은 탐지기로 남아있을 것이다. 그 범위는 30,000제곱도로 LSST가 커버할 범위와 비슷하다. PS1 측량의 단일 이미지 깊이는 필터에 따라 20.9–22.0등급 사이였다.[90]
- DESI 유산 이미징 측량(2013년–현재)은 복 2.3미터 망원경, 4미터 메이올 망원경, 그리고 4미터 빅터 M. 블랑코 망원경으로 북반구와 남반구 하늘의 14,000제곱도를 관측한다. 유산 측량은 메이올 z-밴드 유산 측량, 베이징-애리조나 전천탐사, 그리고 암흑 에너지 측량을 활용한다. 유산 측량은 주로 먼 은하에 관심이 있었기 때문에 우리 은하를 피했다.[91] DES의 면적(5,000제곱도)은 LSST가 남반구에서 예상되는 측량 면적에 완전히 포함된다.[92] 그 노출은 일반적으로 23–24등급에 도달한다.
- 가이아는 2014년부터 2025년 3월까지 전천을 우주 기반으로 측량했으며, 주요 목표는 약 20억 개의 별, 퀘이사, 은하, 그리고 태양계 천체의 극도로 정밀한 위치천문학이었다. 0.7m2의 집광 면적은 다른 측량에서 포함될 수 있는 희미한 천체를 관측하는 것을 허용하지 않았지만, 관측된 각 천체의 위치는 훨씬 더 높은 정밀도로 알려져 있다. 전통적인 의미의 노출을 취하지는 않았지만, 21등급까지의 천체를 감지했다.[93]
- 즈비키 과도 시설 (2018년–현재)은 과도 현상을 감지하기 위한 유사한, 신속한, 광시야 측량이다. 망원경은 훨씬 더 넓은 시야(47제곱도; 5배 시야)를 가지고 있지만, 구경은 훨씬 작다(1.22m; 면적의 1/30). 이는 LSST 자동 경보 소프트웨어를 개발하고 테스트하는 데 사용되고 있다. 그 노출은 일반적으로 20–21등급에 도달한다.[94]
- 우주 감시 망원경 (2011년–현재)은 주로 군사 응용 분야에 사용되는 유사한 고속 광시야 측량 망원경이며, 부차적으로 우주 쓰레기 및 근지구 천체 감지 및 목록화와 같은 민간 응용 분야에도 사용된다.[95]

## 건설 진행 상황

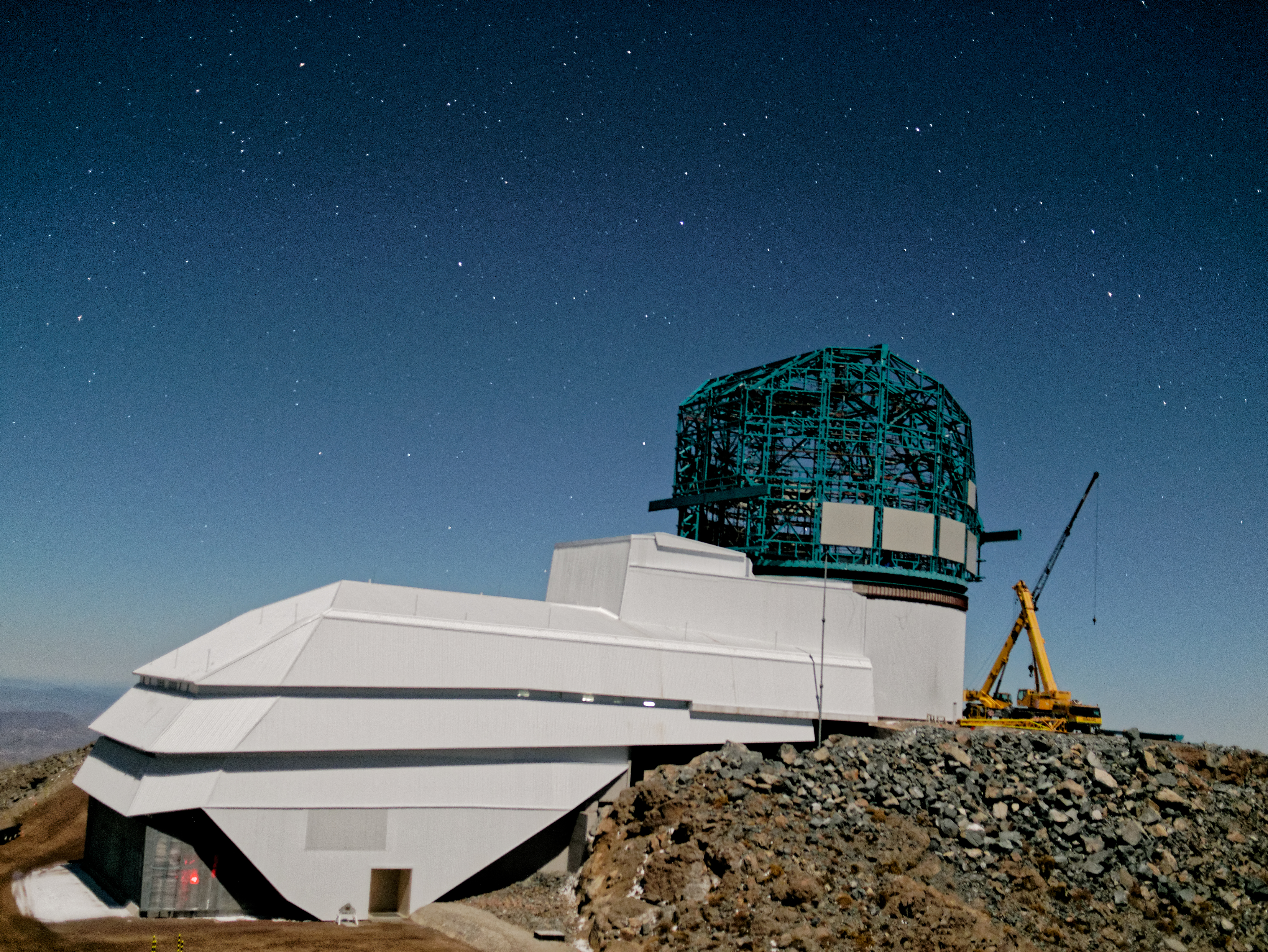
2019년 9월 기준으로 세로 파촌에 있는 LSST 천문대 건물의 건설 진행 상황

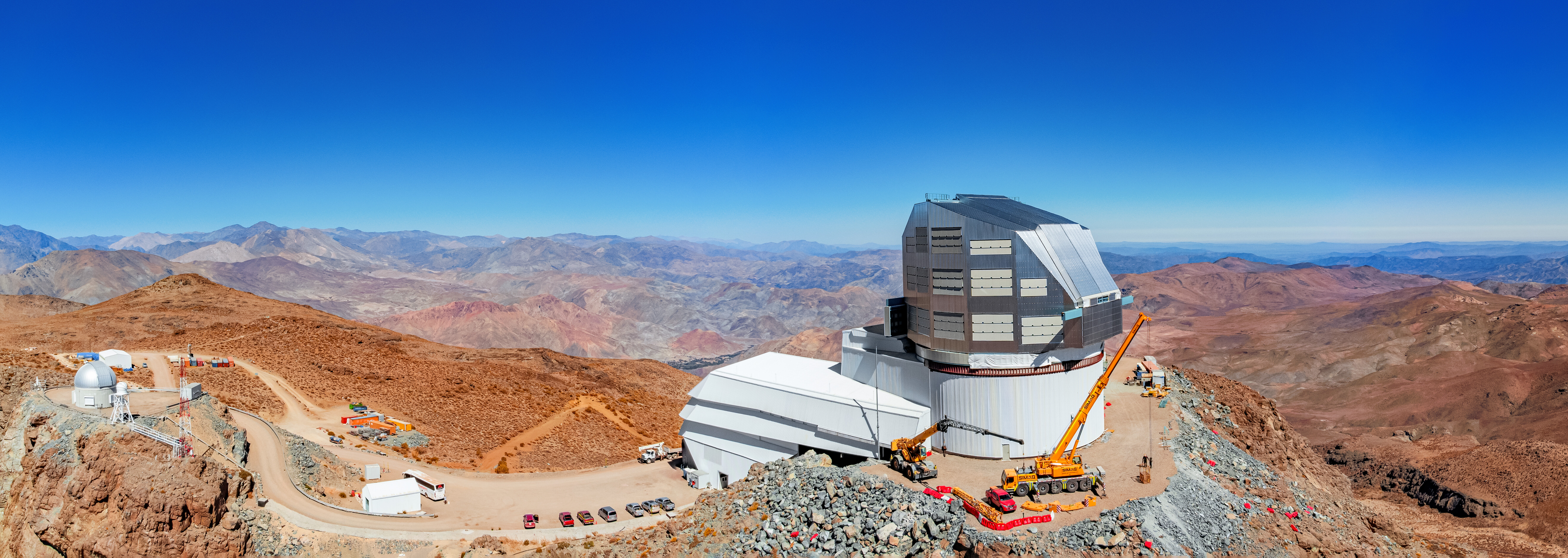
2022년 기준으로 세로 파촌에 있는 LSST 천문대 건물의 건설 진행 상황

세로 파촌 부지는 2006년에 선정되었다. 주요 요인은 연간 맑은 날의 수, 계절별 날씨 패턴, 그리고 현지 대기를 통해 보이는 이미지의 품질(시상)이었다. 또한 기존 천문대 기반 시설이 있어야 건설 비용을 최소화하고, LSST가 매일 밤 생산할 30테라바이트의 데이터를 수용할 수 있는 광섬유 링크에 접근할 수 있어야 했다.
2018년 2월 기준으로 건설은 순조롭게 진행 중이었다. 정상 건물 외벽은 완성되었고, 2018년에는 HVAC, 돔, 거울 코팅 챔버, 망원경 마운트 어셈블리 등 주요 장비 설치가 이루어졌다. 또한 라세레나에 있는 AURA 기지 시설과 산에 있는 다른 망원경과 공유하는 정상 기숙사도 확장되었다.
2018년 2월 기준으로 카메라와 망원경은 핵심 경로를 공유했다. 주요 위험은 시스템 통합에 충분한 시간이 할당되었는지 여부로 간주되었다.
2017년년 기준 기준으로 프로젝트는 예산 내에 있었지만, 예산 여유가 부족했다.
2020년 3월, 정상 시설과 스탠퍼드 선형 가속기 센터에 있는 본 카메라 작업은 코로나19 팬데믹으로 인해 중단되었지만, 소프트웨어 작업은 계속되었다. 이 기간 동안 시운전 카메라가 기지 시설에 도착하여 거기서 테스트되었다. 2022년 8월에는 정상으로 옮겨져 마운트에 설치되었다.

### 거울

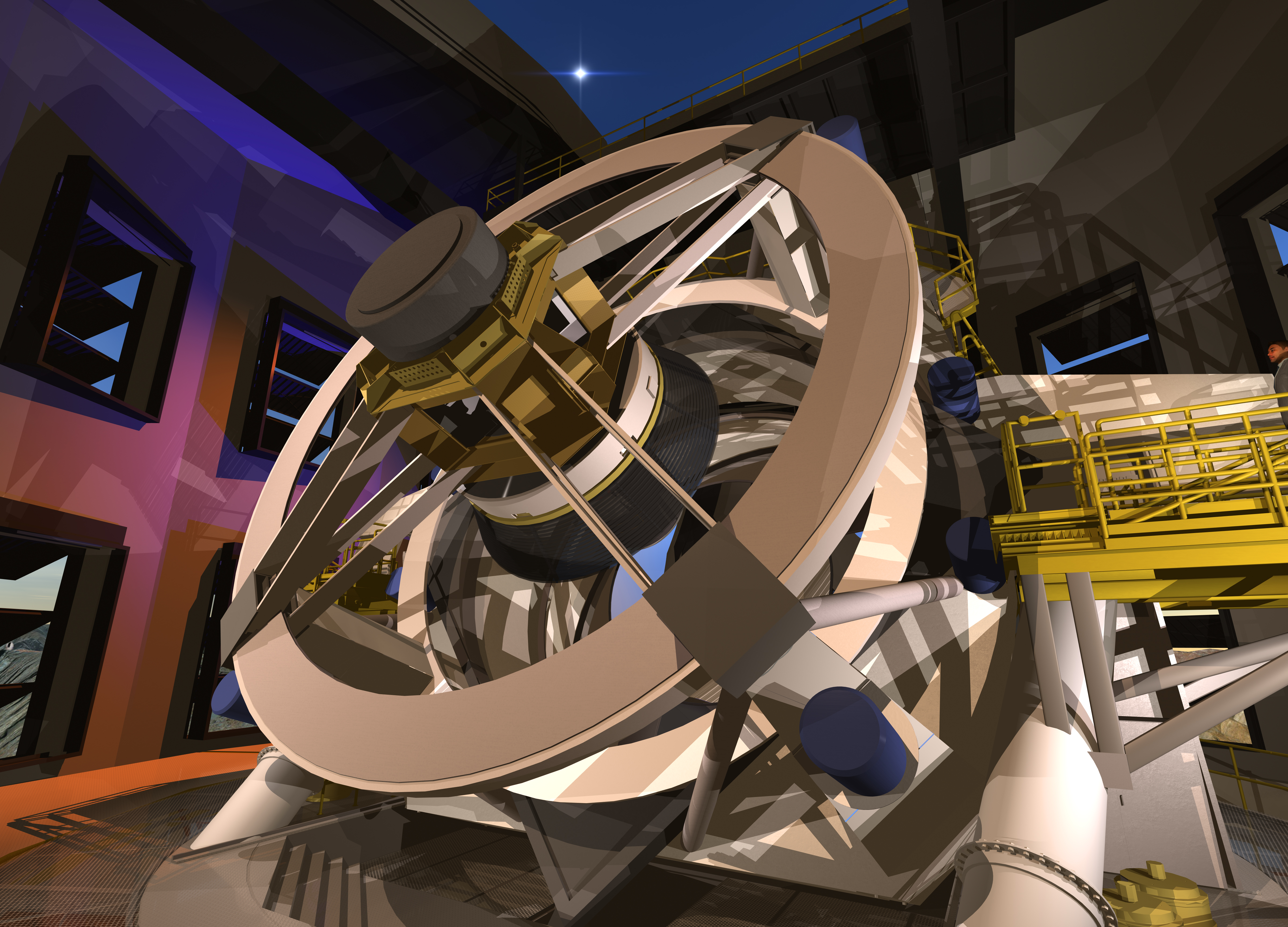
돔 내부 LSST의 예술적 구상

대형 망원경 건설에서 가장 중요하고 시간이 많이 소요되는 부분인 주경은 애리조나 대학교의 스튜어드 천문대 거울 연구소에서 7년에 걸쳐 제작되었다. 주형 제작은 2007년 11월에 시작되었고, 거울 주조는 2008년 3월에 시작되었으며, 2008년 9월 초에는 거울 블랭크가 "완벽하다"고 선언되었다.
대형 주/삼차 거울의 연마는 2015년에 완료되었으며 2015년 2월 13일에 공식적으로 승인되었다. 그 후 거울 운반 상자에 넣어 항공기 격납고에 보관되었다. 2018년 10월에는 거울 연구소로 다시 옮겨져 거울 지지대 셀과 통합되었다. 2019년 1월/2월에 추가 테스트를 거친 후 운송 상자로 반환되었다. 2019년 3월에는 트럭으로 텍사스 휴스턴으로 보내졌고, 칠레로 운송하기 위해 배에 실렸으며, 5월에 정상에 도착했다. 2024년 4월에는 거울 지지대 셀과 다시 결합되어 코팅되었다.
거울이 도착한 후 거울을 코팅하는 데 사용되는 코팅 챔버는 2018년 11월에 정상에 도착했다.
보조경은 코닝에서 초저팽창 유리로 제조되었으며, 원하는 모양에 40 μm 이내로 거칠게 연마되었다. 2009년 11월, 블랭크는 자금 확보 전까지 보관을 위해 하버드 대학교로 운송되었다. 2014년 10월 21일, 보조경 블랭크는 하버드에서 엑셀리스 (현재 해리스의 자회사)로 전달되어 정밀 연마되었다. 완성된 거울은 2018년 12월 7일에 칠레로 전달되었으며, 2019년 7월에 코팅되었다.

### 건물

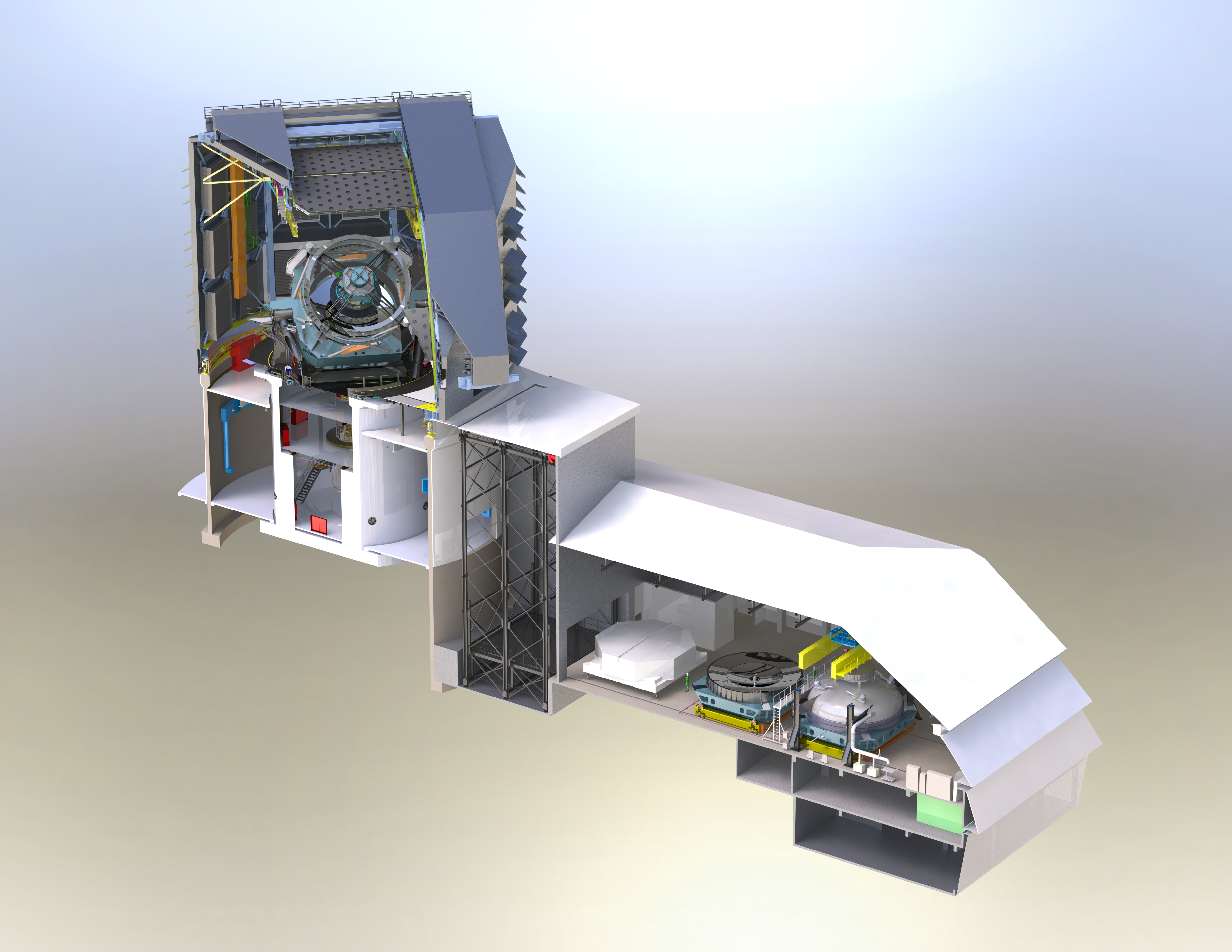
망원경, 돔, 지지 건물의 단면 렌더링

현장 굴착은 2011년 3월 8일에 본격적으로 시작되었으며, 2011년 말까지 부지는 평탄화되었다.
2015년에는 망원경 옆 지원 건물 부지 아래에서 많은 양의 부서진 암석과 점토가 발견되었다. 이로 인해 6주간의 건설 지연이 발생했으며, 파낸 공간은 콘크리트로 채워졌다. 이는 망원경 자체나 돔에는 영향을 미치지 않았다. 이들의 훨씬 더 중요한 기초는 부지 계획 중에 더 철저히 검사되었다.
건물은 2018년 3월에 준공되었다. 돔은 2018년 8월에 완공될 것으로 예상되었지만, 2019년 5월 사진에는 여전히 미완성인 것으로 나타났다. (아직 미완성인) 루빈 천문대 돔은 2019년 11월에 자체 동력으로 처음 회전했다.

### 망원경 가대 조립

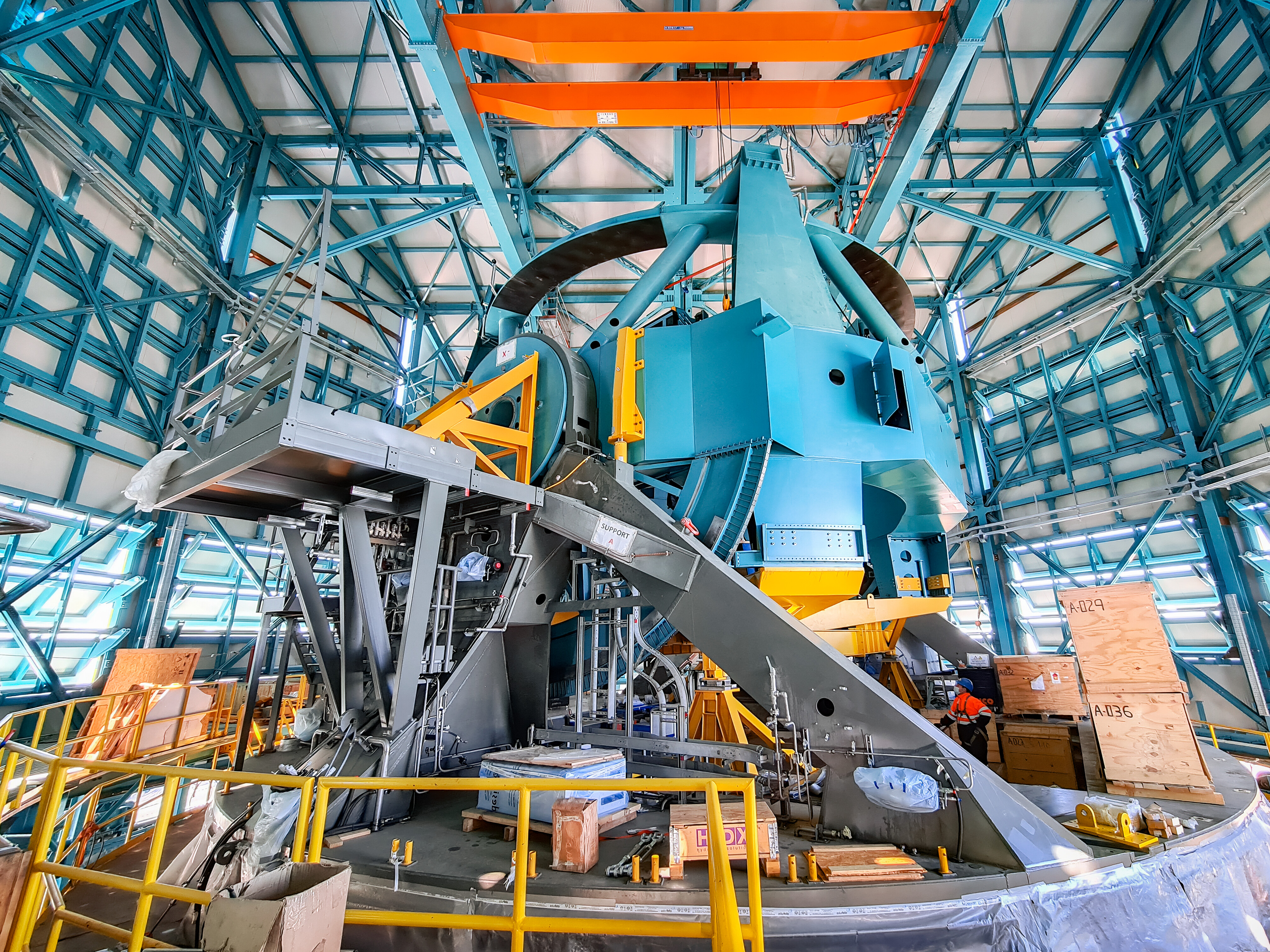
칠레 세로 파촌 꼭대기에 건설 중인 베라 루빈 천문대의 8.4미터 시모니 망원경의 망원경 가대 조립

망원경 가대와 그 위에 놓인 기둥은 그 자체로 상당한 엔지니어링 프로젝트이다. 주요 기술 문제는 망원경이 인접한 시야로 3.5도 회전하고 4초 이내에 안정화되어야 한다는 것이다. 이를 위해서는 매우 견고한 기둥과 망원경 가대가 필요하며, 매우 빠른 회전 및 가속도(각각 10°/초 및 10°/초2)가 필요하다. 기본 설계는 재래식이다. 철제 고도-방위 가대, 양축의 수압 베어링, 돔 기초와 분리된 기둥에 장착된다. LSST 기둥은 비정상적으로 크고(직경 16m), 견고하며(벽 두께 1.25m), 원생 암반에 직접 장착되며, 현장 굴착 시 암반 균열을 피하기 위해 폭발물을 사용하지 않도록 주의했다. 다른 특이한 설계 특징으로는 주축의 리니어 모터와 가대 바닥의 오목한 부분이 있다. 이는 망원경이 방위 베어링보다 약간 아래로 확장될 수 있도록 하여 매우 낮은 무게 중심을 제공한다.
망원경 가대 조립 계약은 2014년 8월에 체결되었다. 2018년에 합격 시험을 통과했으며 2019년 9월에 건설 현장에 도착했다. 2023년 4월까지 가대는 "실질적으로 완성"되었으며 루빈 천문대에 인계되었다.

### 카메라 건설
2015년 8월, 미국 에너지부(DoE)가 별도로 자금을 지원하는 LSST 카메라 프로젝트는 "결정 3" 설계 검토를 통과했으며, 검토 위원회는 DoE가 건설 시작을 공식적으로 승인할 것을 권고했다. 8월 31일 승인이 내려졌고, 캘리포니아 SLAC에서 건설이 시작되었다. 2017년 9월 기준으로 카메라 건설은 72% 완료되었으며, 프로젝트를 완료하기에 충분한 자금(비상 자금 포함)이 확보되어 있었다. 2018년 9월까지 극저온 장치는 완성되었고, 렌즈는 연마되었으며, 필요한 21개의 CCD 센서 래프트 중 12개가 납품되었다. 2020년 9월 기준으로 전체 초점면은 완성되어 테스트 중이었다. 2021년 10월까지 카메라에 필요한 6개의 필터 중 마지막 필터가 완성되어 납품되었다. 2021년 11월까지 전체 카메라가 필요한 작동 온도로 냉각되었으므로 최종 테스트를 시작할 수 있었다.

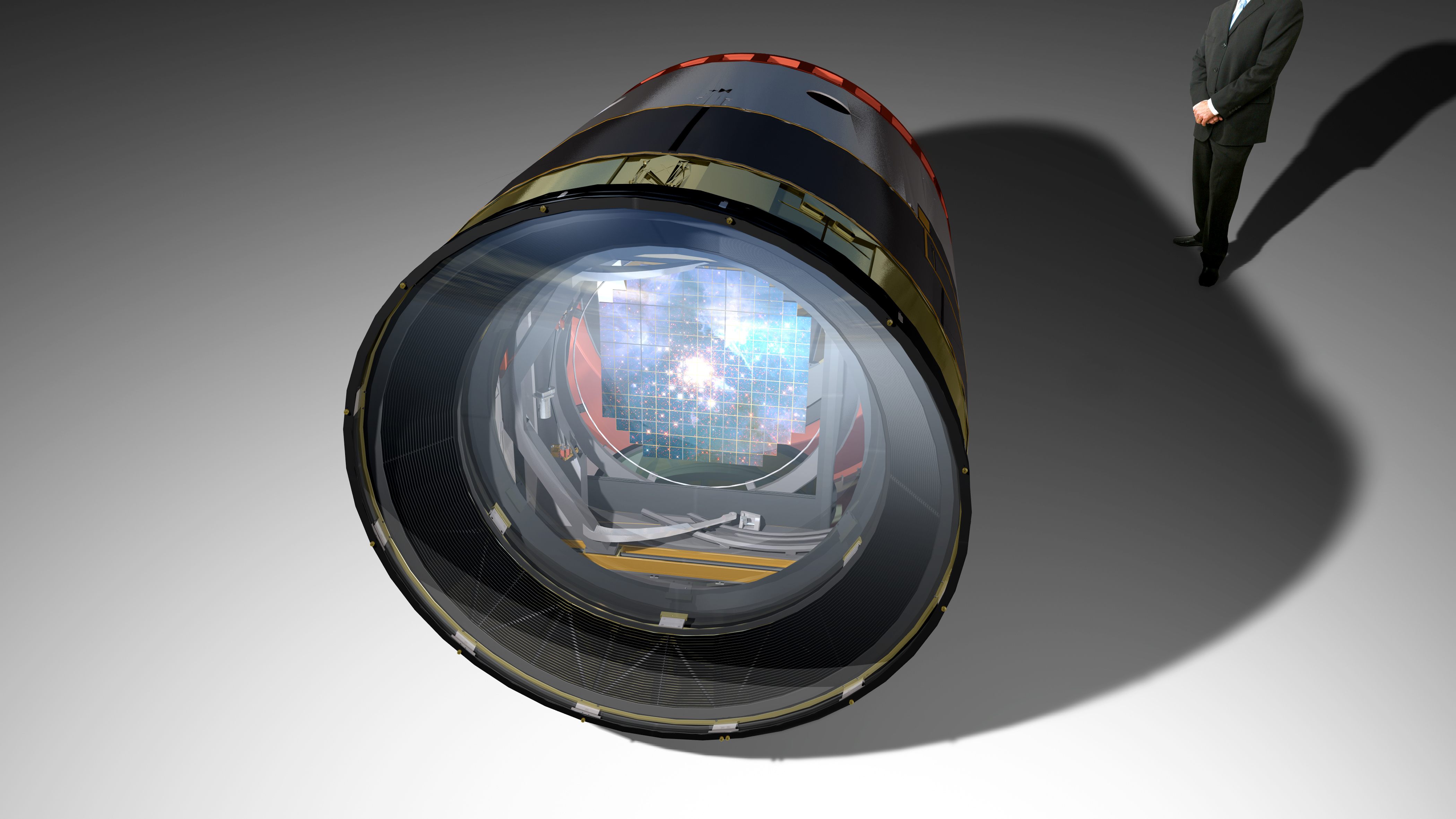
LSST 카메라 렌더링
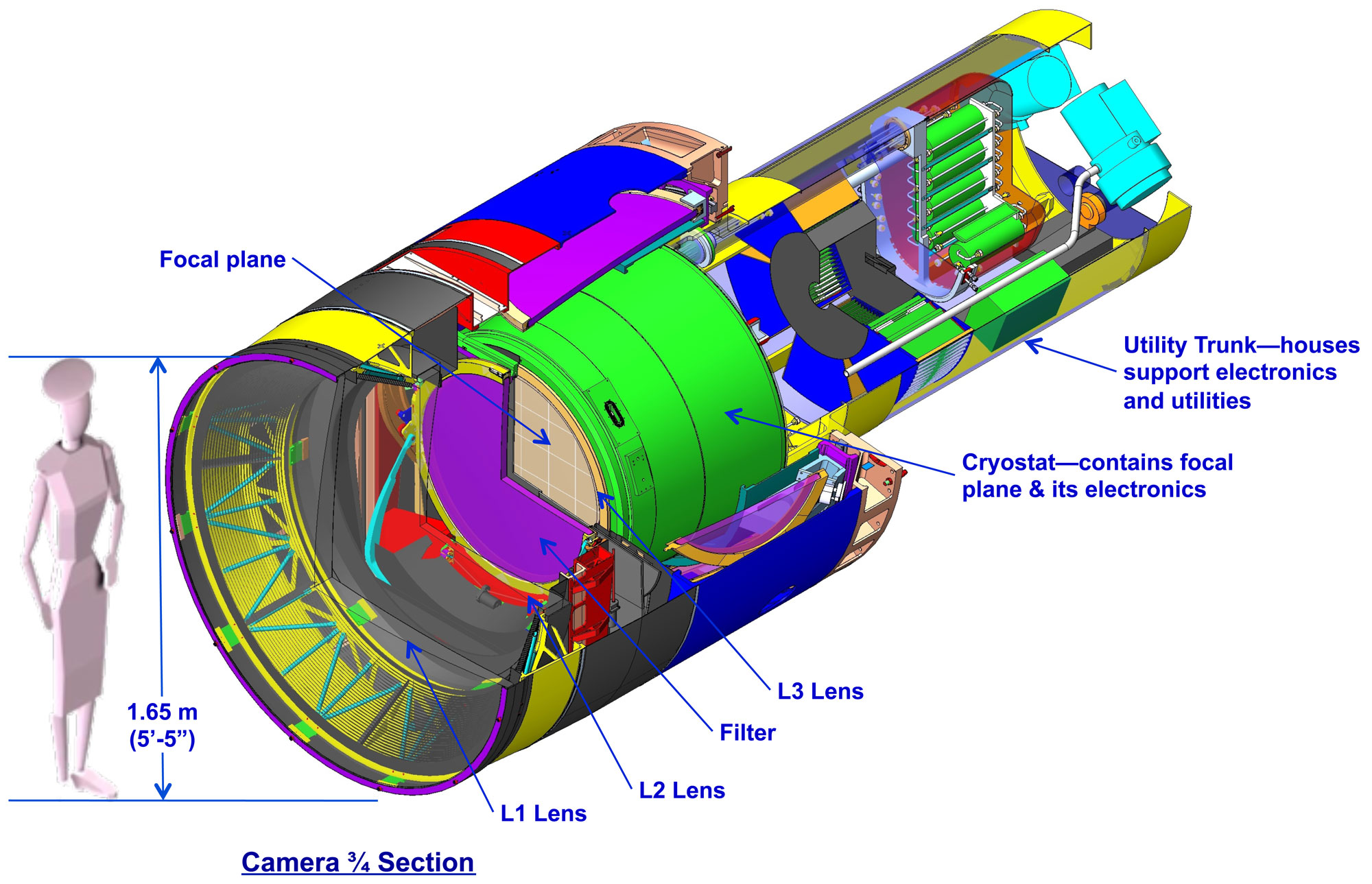
LSST 카메라의 색상 구분 단면도
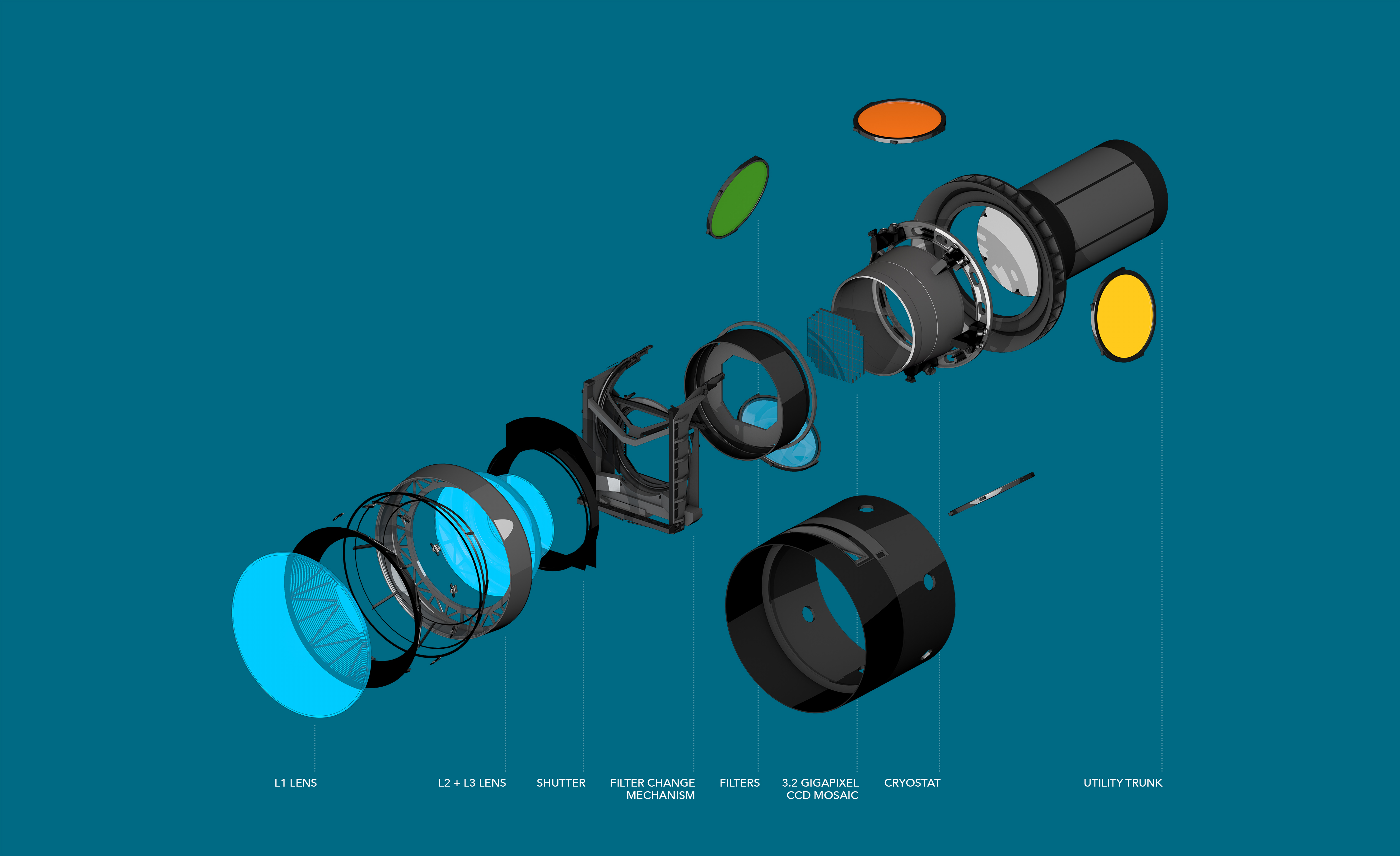
LSST 카메라 광학 부품의 분해 보기
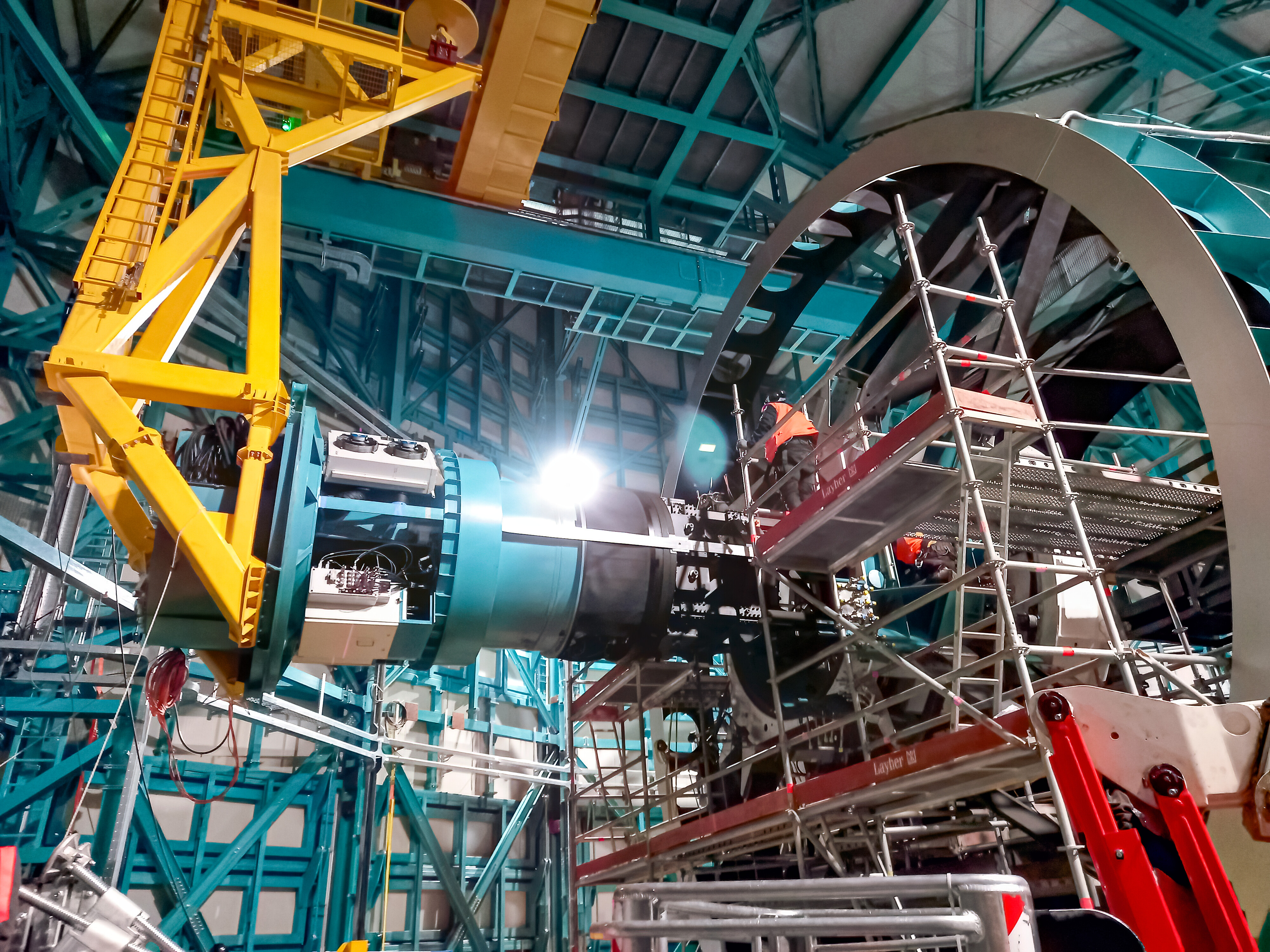
베라 루빈 천문대 시운전 카메라 설치

최종 카메라 설치 전에, 더 작고 간단한 버전(시운전 카메라 또는 ComCam)이 "초기 망원경 정렬 및 시운전 작업 수행, 엔지니어링 퍼스트 라이트 완료, 그리고 조기에 사용 가능한 과학 데이터 생산 가능성"을 위해 사용되었다.
카메라는 2024년 초에 완성되었다고 보고되었다. 카메라는 2024년 5월에 천문대에 도착했으며, 2025년 3월에 설치되었다.

### 데이터 전송 및 수정
데이터는 카메라에서 정상 시설로, 그리고 기지 시설로, 그리고 SLAC에 있는 루빈 천문대 미국 데이터 시설(USDF)로 전송되어야 한다. 데이터는 먼저 500만 달러 규모의 전용 암호화된 네트워크를 통해 캘리포니아의 비밀 미국 정보 공동체 시설로 전송된다. 자동화된 시스템이 새로운 이벤트를 감지하고, 미국 첩보 위성이 포함된 이벤트를 제거하며, 나머지 이벤트에 대한 이미지를 1분 후에 과학 공동체에 공개한다. 위성의 궤도가 변경된 후 80시간 후에 완전한 미수정 이미지가 공개되며, 판스타스 측량 이미지에 적용된 영구적인 수정은 피한다.
데이터 전송은 매우 빠르고(100 Gbit/s 이상) 안정적이어야 한다. USDF가 실시간 과도 현상 경고를 포함한 과학 데이터 제품으로 데이터를 처리하는 곳이기 때문이다. 이 전송은 라세레나의 기지 시설에서 칠레 산티아고로 여러 광섬유 케이블을 통해 이루어지며, 이후 기존 고속 인프라에 연결되는 플로리다 마이애미로 두 개의 중복 경로를 통해 전송된다. 이 두 개의 중복 링크는 AmLight 컨소시엄에 의해 2018년 3월에 활성화되었다.
데이터 전송이 국경을 넘기 때문에, 많은 다른 그룹들이 참여한다. 여기에는 미국천문학연구대학연맹(AURA, 칠레 및 미국), REUNA (칠레), 플로리다 국제 대학교 (미국), AmLightExP (미국), RNP (브라질), 그리고 SLAC USDF (미국)가 포함되며, 이들 모두 LSST 네트워크 엔지니어링 팀(NET)에 참여한다. 이 협력은 여러 네트워크 도메인 및 제공업체에 걸쳐 종단간 네트워크 성능을 설계하고 제공한다.

## 위성군이 미칠 수 있는 영향

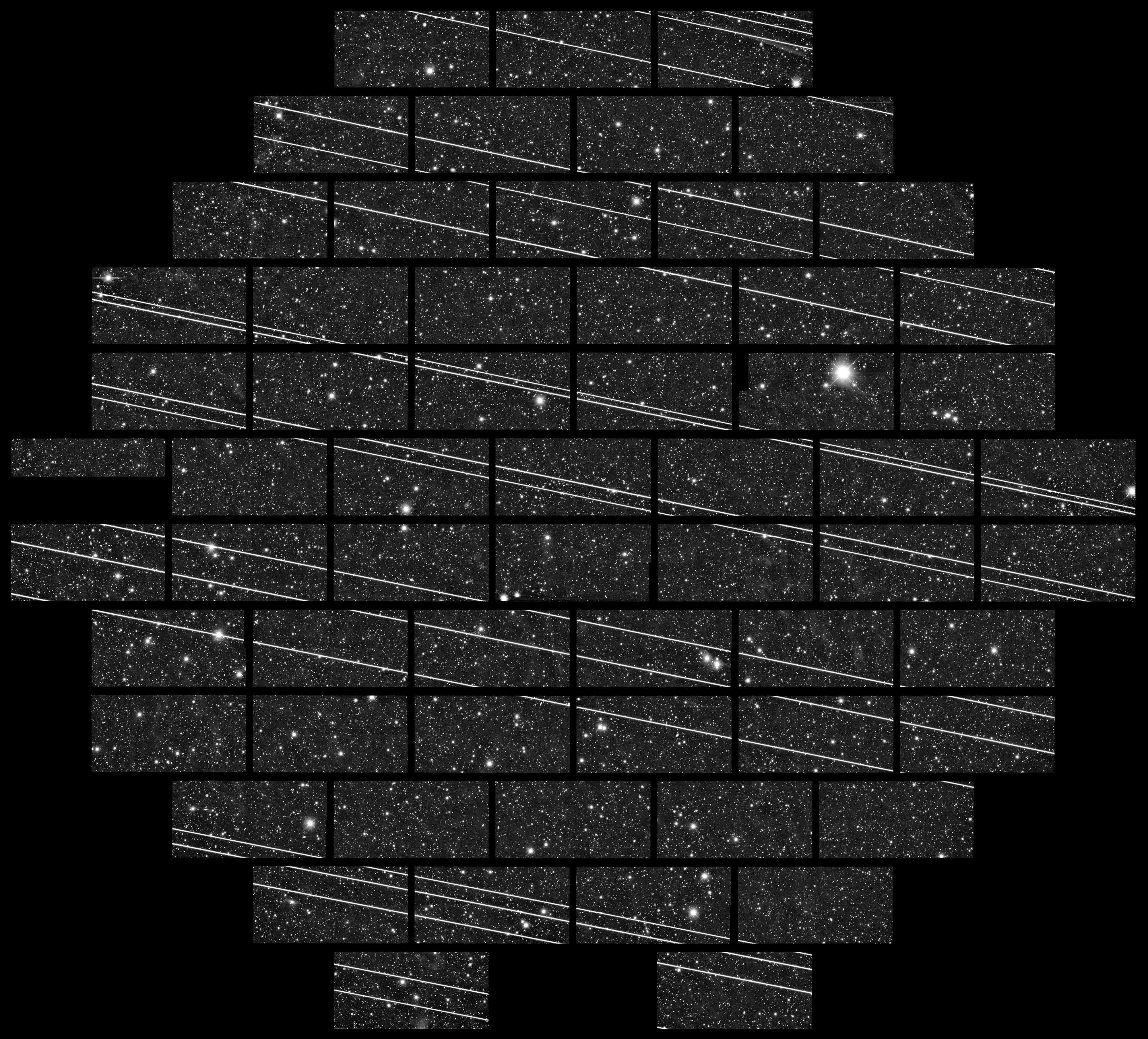
스타링크 위성의 광공해로 인한 19개 이상의 줄무늬가 포함된 밤하늘의 333초 노출 이미지. 이 이미지는 CTIO의 암흑 에너지 카메라로 촬영되었으며, 루빈 천문대 카메라와 유사한 시야를 가지고 있다.

하늘을 장시간 노출하는 동안 위성이 시야를 가로질러 이미지에 줄무늬를 남길 수 있다. 위성 줄무늬를 모델링하고 제거하는 것은 가능하지만, 잔여 푸아송 노이즈는 수정된 픽셀의 신호 대 잡음비를 과학적 가치가 너무 낮게 만든다. 이 문제는 CTIO에서 촬영 중인 이미지에 위성 열차가 가로지르면서 부각되었다.
스타링크는 지구 저궤도에 7,000개의 위성을 발사했으며, 12,000개로 확장하고 34,400개까지 추가 확장할 계획이다. 스타링크가 계획된 규모에 도달하지 않더라도, 다른 계획된 저궤도 위성군 (카이퍼 프로젝트, 원웹)의 꾸준한 흐름은 위성이 일반적으로 천문 이미지, 특히 LSST에 어떤 영향을 미 미칠 수 있는지에 대한 우려를 낳았다.
루빈 천문대는 위성 줄무늬를 피하기 위해 관측 전략을 변경하는 시뮬레이션을 수행했다. 그 결과, 위성 줄무늬의 수를 절반으로 줄이기 위해 전체 관측 시간의 약 10%를 희생하여 슬루 시간을 늘려야 한다는 것을 발견했다. 후속 연구에서는 매우 큰 위성군(3만 개의 위성) 환경에서도 모든 과학 이미지의 8%에 위성 줄무늬가 나타나며, 이는 전체 과학 픽셀 수의 약 0.04% 손실로 이어진다는 것을 보여주었다.
스타링크 위성군이 저궤도에 있기 때문에 밤 동안 머리 위에 있는 위성은 지구의 그림자로 들어가 탐지할 수 없게 된다. 따라서 황혼 동안이나 직후의 이미지만 위성 줄무늬의 영향을 받을 것으로 예상된다.

## 갤러리

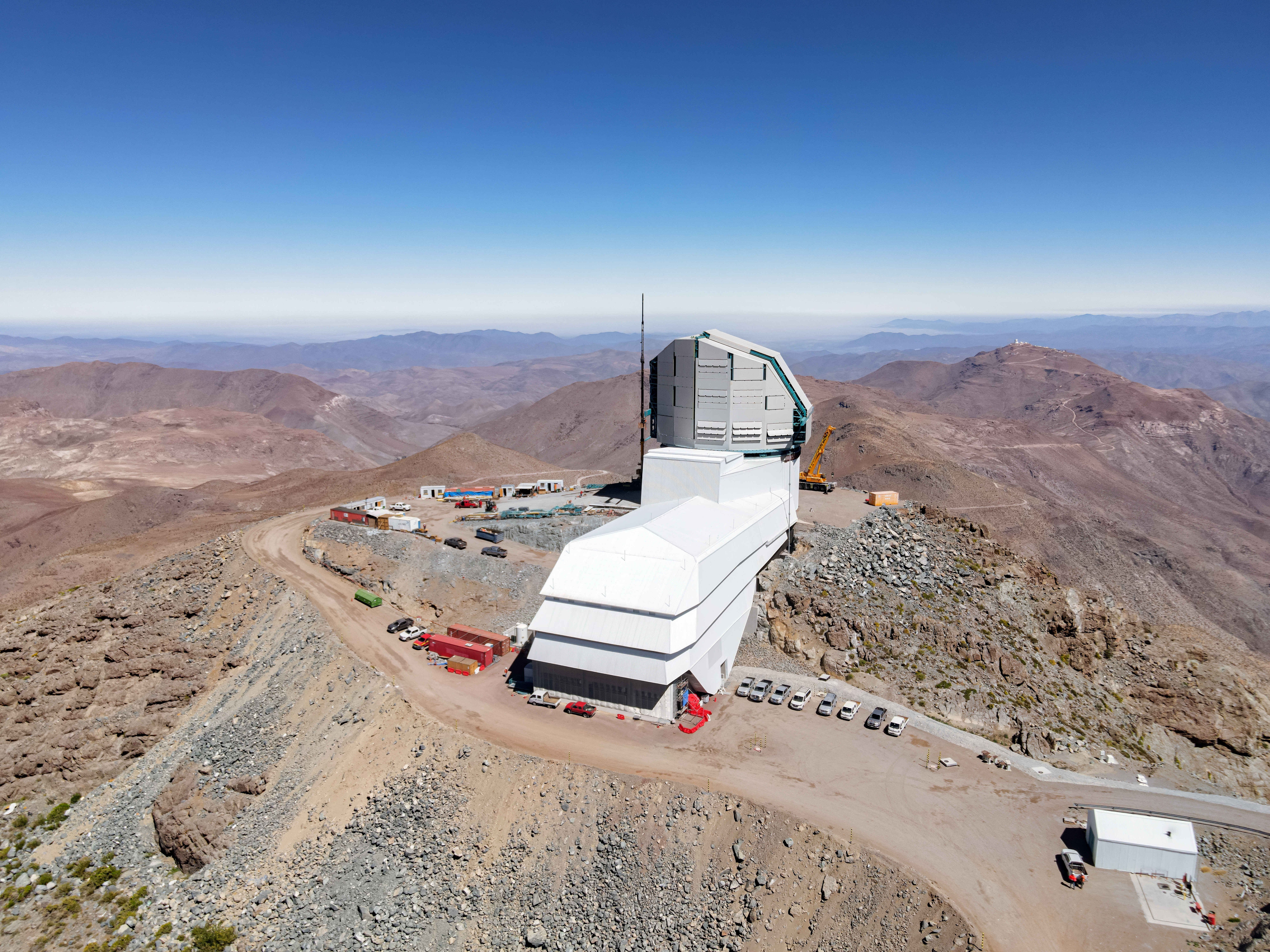
세로 파촌의 맑은 하늘
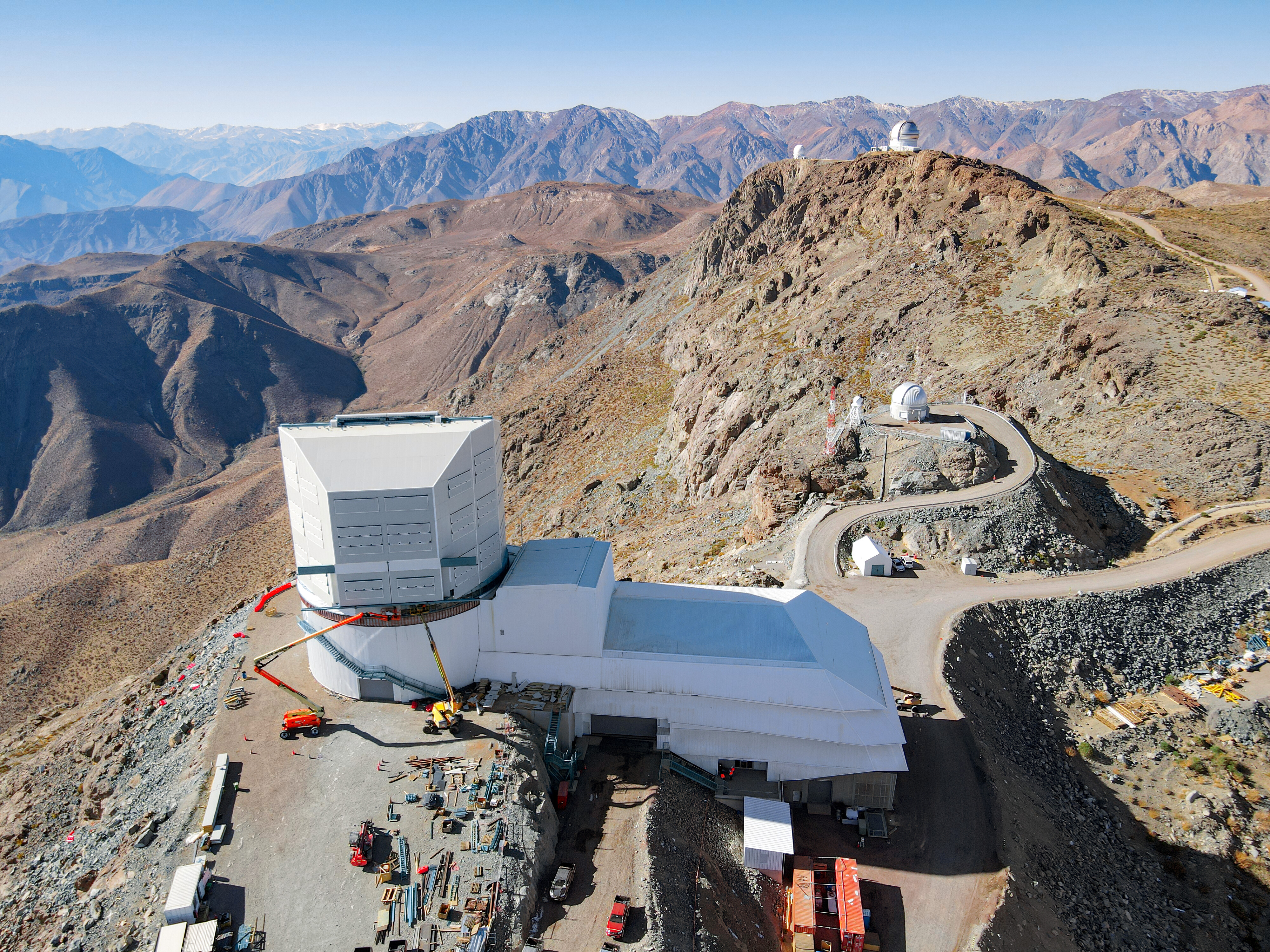
건설 중인 베라 루빈 천문대
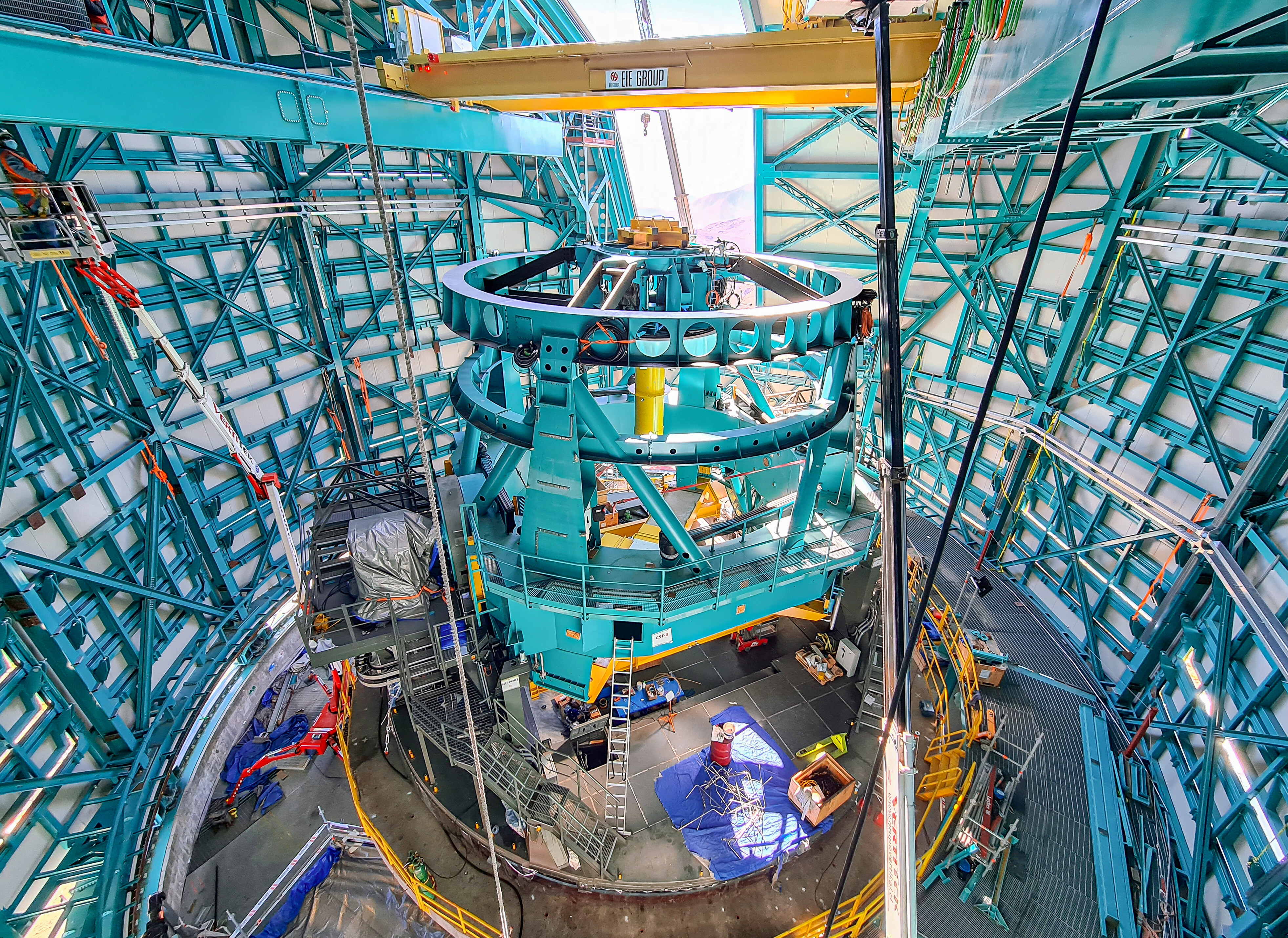
브릿지 크레인 설치 중 돔에서 촬영한 망원경 가대 조립
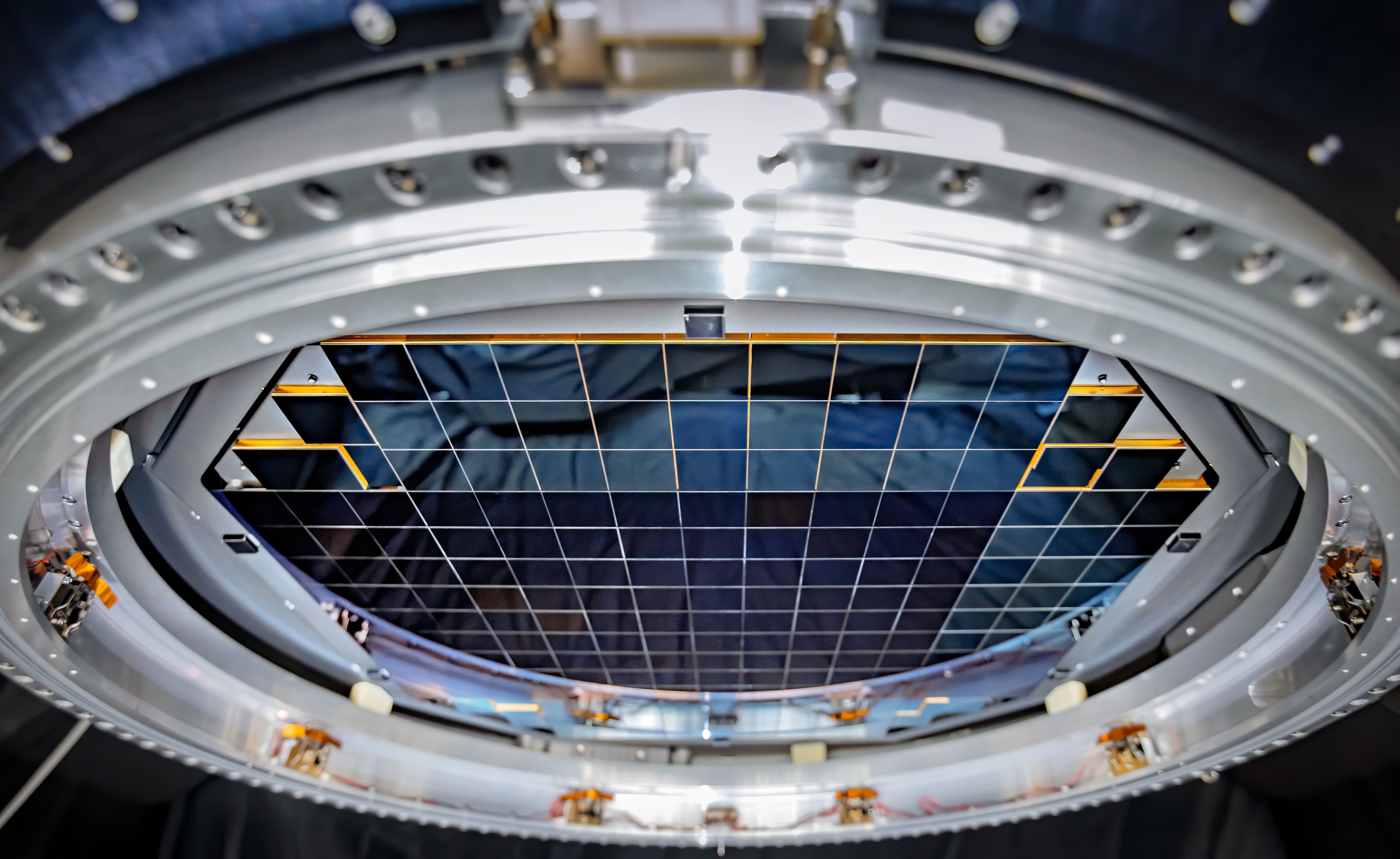
LSST 캠의 초점면. 폭이 60cm(2피트)이며, 189개의 센서로 3200만 화소 이미지를 생성한다.
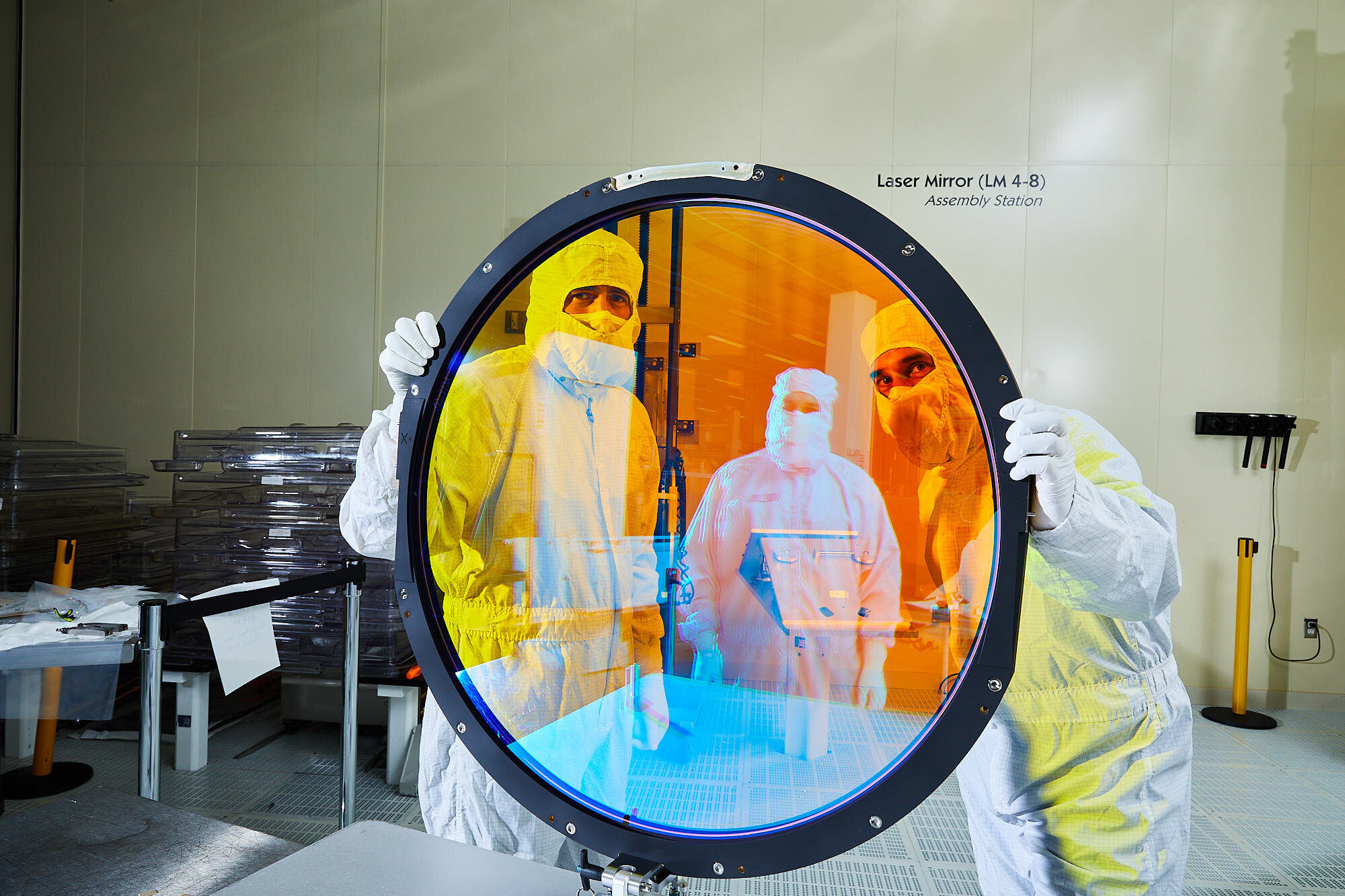
로렌스 리버모어 국립 연구소의 LSST 캠 r 필터와 광학 엔지니어 저스틴 울프(왼쪽)와 사이먼 코헨
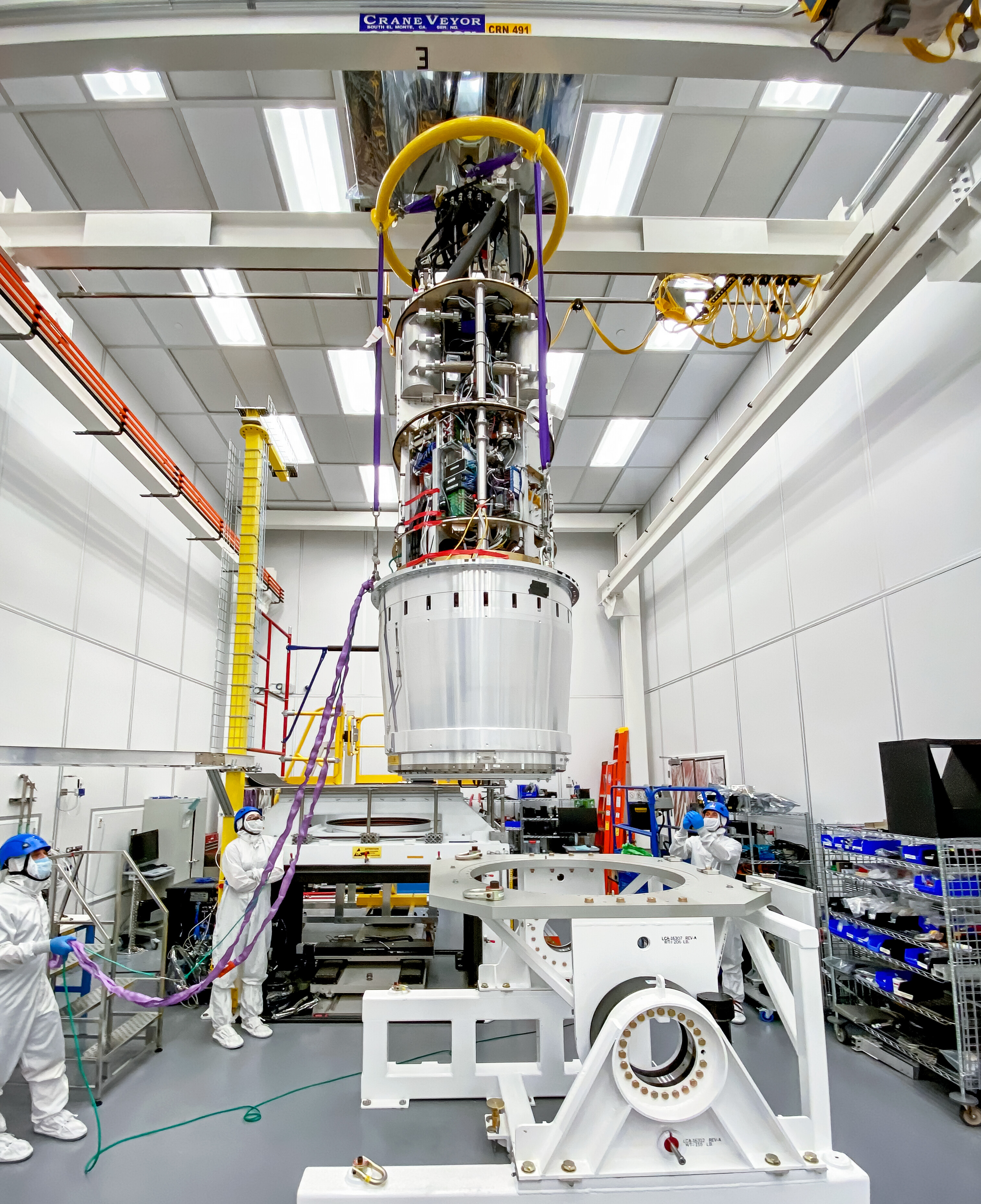
두 냉각 시스템을 사용하여 영하의 온도로 냉각된 LSST 캠
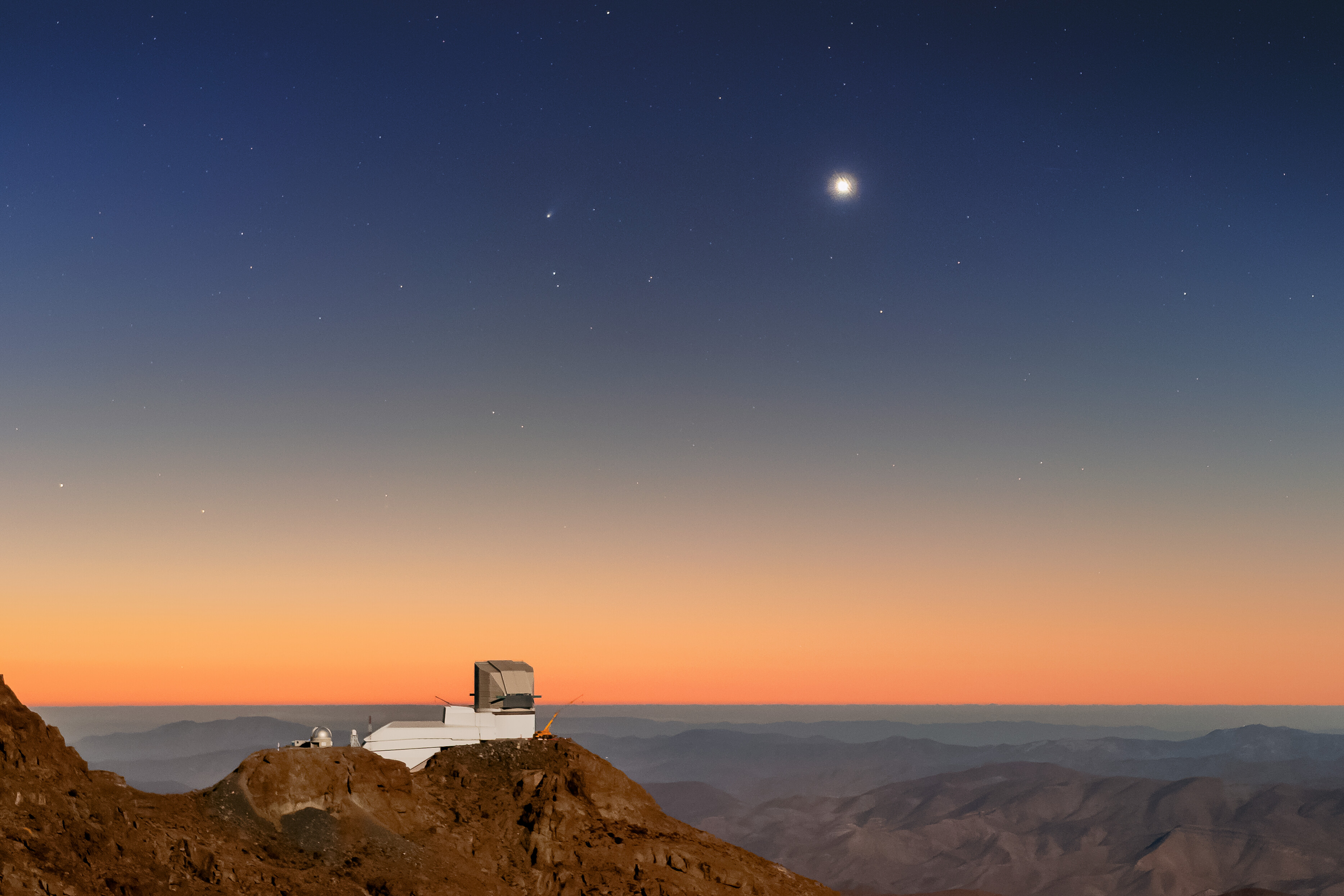
레너드 혜성, 루빈 천문대, 행성 금성, 그리고 다양한 별
루빈 천문대 위 밤하늘의 빛. 수평선에 밝은 빛무리로 보이는 인공 조명으로 인해 하늘이 밝아지는 모습

## 같이 보기
- 가장 큰 광학 반사 망원경 목록
- VISTA (가시광선 및 적외선 측량 망원경)
- VLT 측량 망원경

## 더 읽어보기
- 실험 입자 물리학자를 위한 LSST 튜토리얼 – 천문학적 배경지식을 많이 가정하지 않는 LSST의 설계(2006년 2월 기준)와 약한 렌즈 과학 목표에 대한 자세한 설명
- LSST Science Collaborations; Abell, Paul A.; Allison, Julius; Anderson, Scott F.; Andrew, John R.; Angel, J. Roger P.; Armus, Lee; Arnett, David; Asztalos, S. J. (2009년 10월 16일). 《LSST Science Book, Version 2.0》 0912. 201쪽. arXiv:0912.0201. Bibcode:2009arXiv0912.0201L. 2011년 1월 16일에 확인함., 업데이트 및 확장된 개요